# 休斯敦
休斯敦（i/ˈhjuːstən/; HEW-stən）是美国得克萨斯州的第一大城市（但不是该州首府），也是美国南部人口最多及全国人口第四多的城市。休斯顿是墨西哥湾沿岸最大的经济及文化中心，根据2020年美国人口统计指出，城市人口总数2,304,580人，是大休士顿都会区的核心城市，也是美国第五大都会区，面积达637.4平方英里（1,651平方公里），是美国总面积最大的城市，其政府未与县、教区或自治市镇合并。
休斯敦创建于1836年，市名是以当年德克萨斯共和国总统山姆·休士顿（Sam Houston）所命名，后于1837年6月5日合并为一个城市。自19世纪后期以来，休士顿的经济在能源（特別是石油）、製造业、航空业和交通运输领域拥有广泛的基础。成为美国成长最迅速的大城市之一，也是全美最大的一个沒有规划法的大城市。休斯顿在医疗保健领域和油田设备製造方面也处于领先地位，休士顿港是世界第六大港口，美国最繁忙的港口，国际水运吨位处理量在美国排名第一，在总货物处理量方面排名第二。财富500强总部数量仅次於纽约市。休斯敦是德克萨斯医疗中心（TMC）的所在地，世界最大和最重要的研究和治疗机构的集中地。休士顿还是美国27个超过170万人口的重要大都会地区中生活消费和房价最低的。
休士顿的官方绰号为「太空城（Space City）」，因为它是林登·占森太空中心的所在地，负责管理美国太空计划的太空任务控制中心也设在此处，许多当地人喜爱将休士顿称作「牛沼城」。其他绰号还有「H镇」、「脚爪城」或「蒙古城」，休士顿已成为拥有多重文化的城市，被全球化和世界城市研究小组和网络（GaWC）称为「全球城市」。许多外来移民的社区在此发展。其美术馆区是许多文化机构和展览的天堂，每年吸引将近七百万的游客，在休士顿常能看见活躍的视觉表演艺术。

## 历史

### 休士顿的建立
19世纪中叶，纽约房地产推销商约翰·柯比·艾伦（John Kirby Allen）和奧古斯塔斯·艾伦（Augustus Chapman Allen）兄弟二人，相中了一块地方並开始着手建造「一个伟大的政府和商业中心」。1836年8月，他们花了9428美元向约翰·奧斯丁的遗孀帕若特购买了6,642英畝（27平方公里）的土地。艾伦兄弟将他们的城镇以山姆·休斯顿命名，並且说服了德克萨斯立法院指定该地为新成立的德克萨斯共和国的临时首都。后人逐将这对开发和建立休士顿的兄弟两称作“建市之父”（City's Founders）。
休士顿最初只是一個小村庄。盖尔和汤玛斯·汉·伯顿为这个镇测量並绘製了地图。1837年6月5日，该城成为建制土地（Incorporated），占姆斯·后曼（James Holman）成为第一任市长。同年，休斯敦规划为哈里斯县的行政中心。接着休斯敦成为德克萨斯共和国的临时首都。1839年1月14日，首都迁往奧斯丁，当时叫滑铁炉。

### 19世纪
早期定居者用木材來建造房屋，靠挖沟来排水，用猪来清洁街道。治安混乱，传染疾病和财政問题促使社区的人们试图提高生活条件，包括建立商会。鉴于此，参议院罗伯特·威尔逊（Robert Wilson）在1838年11月26日向德克萨斯共和国的国会提出了一条法案，来承租休斯敦商会。由于许多最初的定居者来自南方，他们支持奴隶耕植制度。奴隶住在各区，该城也有极少数的自由黑人。
黃热病于1839年重创了这个新兴的城市，造成大约12%的人口死亡。
1840年，该城分为四个区，每一个区都有不同的群落机能。如今，这些区已不再是政治分区，但是它们的名字仍被沿用来指代某些地名。艾伦兄弟开始致力于改善休士顿，使其成为适合人们居住的地方。与此同时，德克萨斯共和国开始推动该地区的殖民化。
1860年，休士顿开始形成一个以棉花出口为主的商业和铁路枢纽；铁路从德克萨斯内地通进休士顿，连接到通加尔维斯顿港和博蒙特的长途铁路线。美国內战期间，休士顿成为约翰·马古达尔将军的司令部，他用该地指挥加尔维斯顿战役。休士顿一家沙龙的老板迪克·道凌1836年在他赢得沙边关战役之后成为该城的第一个着名人物。
内战以后，休士顿商人开始致力于放宽该城广阔的牛沼系统，因此该城可以接纳在下城和邻近港口加尔维斯敦之间更多的商业机会。在1860和1870年代一些私人赞助的挖掘工程后，美国政府于1881年开挖休斯敦运河工程。1914年，休士顿运河已挖掘出一个休斯敦深水港，以取代在1900年被大飓风破坏的加尔维斯顿港。

### 20世纪

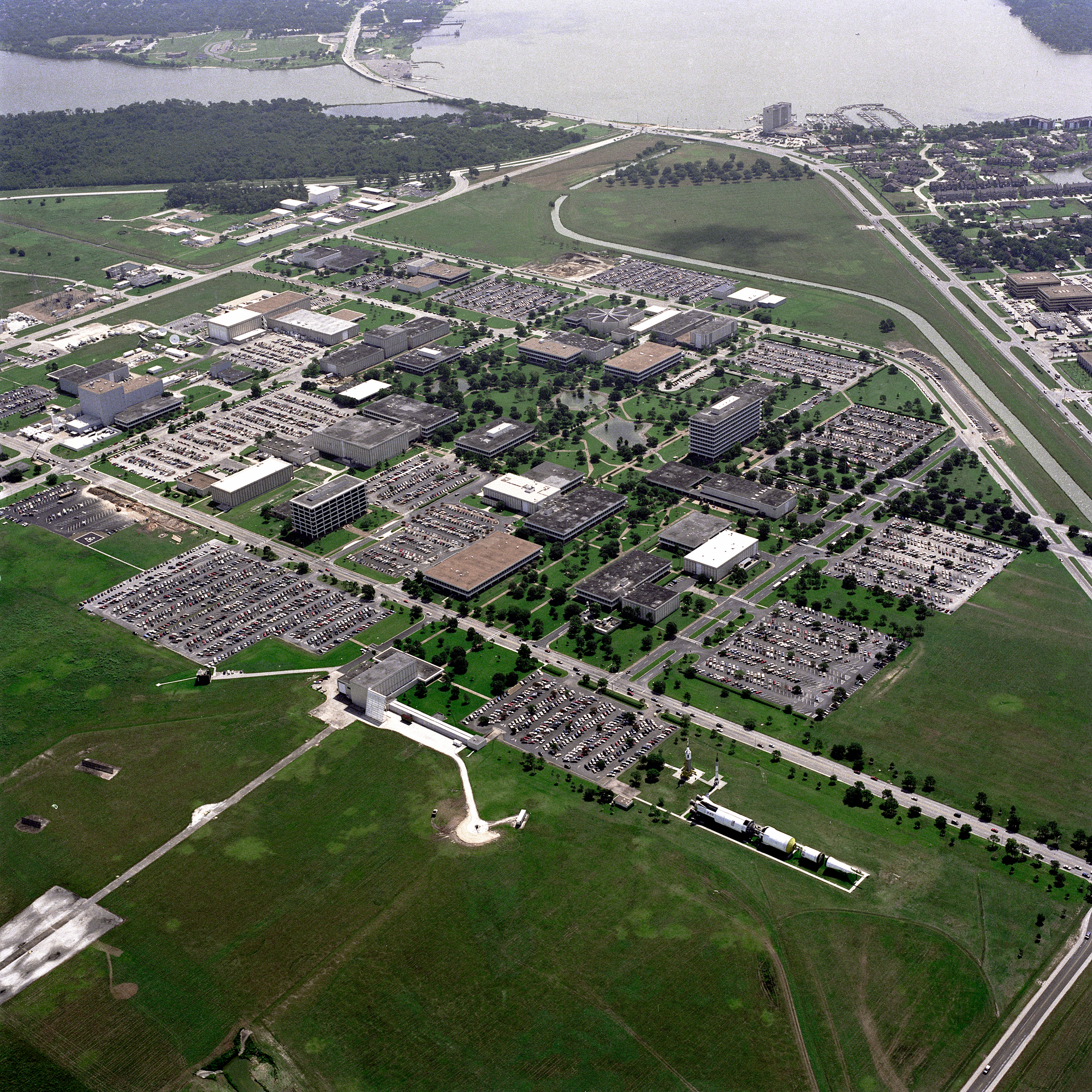
林顿·约翰逊航天中心

第二次世界大战期间造船业推动了休士顿的成长。1961年NASA的“载人飞船中心”建立（1973年改名为约翰逊航天中心），是该城的航天工业的起步。1948年，几个郊区归入市区，休士顿扩展到周围草原。.凱斯琳·惠特麦成为该城第一位女市长，在此位置上做了10年。飓风于1983年，三级飓风艾莉莎飓风袭击了加尔维斯敦和休士顿地区。1997年休士顿选出了第一位黑人市长李补粮。

### 新的千禧年
2001年，热带风暴阿利森（英語：Tropical Storm Allison）带来数以十呎深的大暴雨，损失数以百万计的财产损失及有四十三人死亡。这是休斯敦历史上最严重的洪水。从那次暴风雨开始，不少社区开始转变。一些很旧的住宅小区内的受水淹过的房子，大多都被拆毁，及后都被加上更厚的地基底层，以更好地让重新盖上的房子有对水灾有更好的防护能力。
2005年8月卡特琳娜飓风过后，休斯敦接收了25,000多名新奥尔良灾民。这些灾民都被临时编排及安置到很多不同公共室内场所达数月，甚至超过一年，如曾是休士顿油商（美式足球）及太空人（棒球）主场馆，但数年前已开始被废置的瑞兰特体育场，亦曾被救灾机关辟作收容所。此外休士顿地区内的各个公共校区系统亦收容了大量儿童灾民，包括在校内读书，进食，甚至留宿过夜。据美国有线电视新闻网CNN报导，约有230,000名新奥尔良都会区人现在生活在休斯敦地区。卡特琳娜飓风下的灾民迁徙使休士顿地区的人口突破250万。有某些人推测，由于多种关于社会与经济的因素，庞大人口数量的改变也许有某部分会变成常态性的状态。.
约250万（总数520万）大休士顿地区居民在飓风丽塔到达海湾海岸时撤离。飓风丽塔在休斯敦都会区造成了小规模的损害。这个事件在美国历史的大规模撤离中留下印记。

## 地理和气候

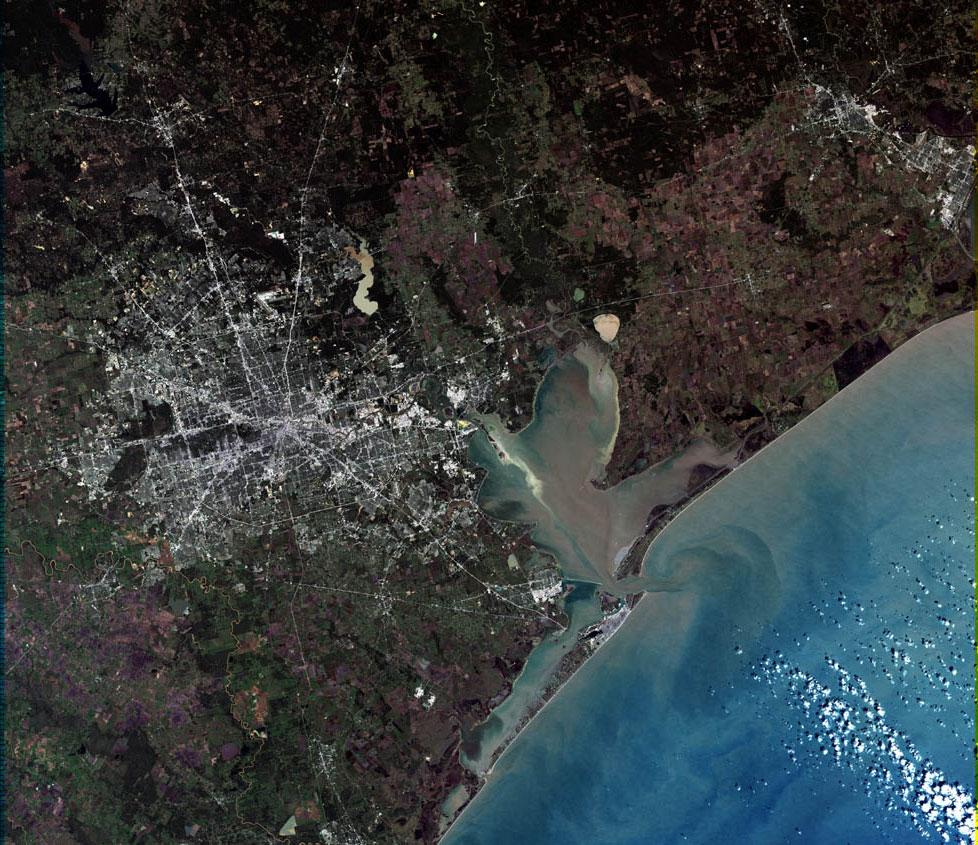
于NASA的Landsat 7卫星拍摄的图片

休斯敦是哈里斯县（全国第三大县）的县城。休士顿在密苏里城的东面，西南部分伸入本德堡县，东北一小部分深入蒙哥马利县。全市处于平坦的沿海平原，南临墨西哥湾。河湖数量甚多，平均海拔仅15公尺。属于亚热带气候，1月平均气温为12.6摄氏度，7月平均气温为28.9摄氏度。在夏天和秋天常受在大西洋形成，横过墨西哥湾的飓风吹袭。
按照美国统计，休斯敦总面积1,558.4平方公里。陆地面积1,500.7平方公里，水面57.7平方公里，占总面积3.7％。休斯敦有四个重要的沼泽河溪（小河，英语：bayou）穿过该城：水牛溪，流过下城；Brays, 补来溪，流经德克萨斯医疗中心；白橡溪，流经Heights及靠近西北地区；Sims溪，流经休斯敦南部和休士顿下城，向东流入经人工扩宽挖深的休士顿船舶航道或后士吨船道（Houston Ship Channel），然后注入盖维斯顿湾（Galveston Bay），直通往墨西哥湾。
休斯敦市区很平，经常泛洪水。这个城市海拔仅50英尺（15公尺）。休士顿高地是全市最高的地方。城市曾经依赖地下水作为供水来源，但地层下陷的问题迫使休士顿转利用如休士顿湖之类的地面水源。

### 地质
休士顿的地质包含部分的缸瓦土，石灰土，及较劣等的水泥沙等结构。这些土质深入地下层最远达数英哩。基本上整个地区的地貌都是从前的落矶山脉被风化侵蚀后的碎石沙土，经由河流溪涧冲积至此而形成的。这些沉积物包括堆积在由腐烂的有机物长期转化形成的石油和天然气之上的沙土。在这些地层之下是一层沉积在水中的页岩，又称石盐。这些多孔层长期被挤压而向上运动。在向上运动过程中，盐分牵引周围的沉积物，使其变成穹顶状，容易引来周围渗水沙土层中渗出的石油和天然气。 
休士顿并非在地震频繁的地区。

### 气候
| 休斯顿（洲际机场），1991–2020年正常值， 1888年至今极端数据                                                                        | 休斯顿（洲际机场），1991–2020年正常值， 1888年至今极端数据 | 休斯顿（洲际机场），1991–2020年正常值， 1888年至今极端数据 | 休斯顿（洲际机场），1991–2020年正常值， 1888年至今极端数据 | 休斯顿（洲际机场），1991–2020年正常值， 1888年至今极端数据 | 休斯顿（洲际机场），1991–2020年正常值， 1888年至今极端数据 | 休斯顿（洲际机场），1991–2020年正常值， 1888年至今极端数据 | 休斯顿（洲际机场），1991–2020年正常值， 1888年至今极端数据 | 休斯顿（洲际机场），1991–2020年正常值， 1888年至今极端数据 | 休斯顿（洲际机场），1991–2020年正常值， 1888年至今极端数据 | 休斯顿（洲际机场），1991–2020年正常值， 1888年至今极端数据 | 休斯顿（洲际机场），1991–2020年正常值， 1888年至今极端数据 | 休斯顿（洲际机场），1991–2020年正常值， 1888年至今极端数据 | 休斯顿（洲际机场），1991–2020年正常值， 1888年至今极端数据 |
| 月份 | 1月                                                        | 2月                                                        | 3月                                                        | 4月                                                        | 5月                                                        | 6月                                                        | 7月                                                        | 8月                                                        | 9月                                                        | 10月                                                       | 11月                                                       | 12月                                                       | 全年                                                       |
| --- | ---------------------------------------------------------- | ---------------------------------------------------------- | ---------------------------------------------------------- | ---------------------------------------------------------- | ---------------------------------------------------------- | ---------------------------------------------------------- | ---------------------------------------------------------- | ---------------------------------------------------------- | ---------------------------------------------------------- | ---------------------------------------------------------- | ---------------------------------------------------------- | ---------------------------------------------------------- | ---------------------------------------------------------- |
| 历史最高温 °C（°F） | 29 (85)                                                    | 33 (91)                                                    | 36 (96)                                                    | 35 (95)                                                    | 37 (99)                                                    | 42 (107)                                                   | 41 (105)                                                   | 43 (109)                                                   | 43 (109)                                                   | 37 (99)                                                    | 32 (89)                                                    | 29 (85)                                                    | 43 (109)                                                   |
| 平均最高温 °C（°F） | 26.1 (78.9)                                                | 27.3 (81.2)                                                | 29.7 (85.4)                                                | 31.4 (88.6)                                                | 34.3 (93.8)                                                | 36.6 (97.8)                                                | 37.3 (99.1)                                                | 38.4 (101.2)                                               | 36.3 (97.3)                                                | 33.4 (92.2)                                                | 29.4 (84.9)                                                | 27.1 (80.7)                                                | 38.9 (102.1)                                               |
| 平均高温 °C（°F） | 17.7 (63.8)                                                | 19.9 (67.8)                                                | 23.3 (74.0)                                                | 26.7 (80.1)                                                | 30.5 (86.9)                                                | 33.5 (92.3)                                                | 34.7 (94.5)                                                | 34.9 (94.9)                                                | 32.4 (90.4)                                                | 28.2 (82.8)                                                | 22.6 (72.6)                                                | 18.5 (65.3)                                                | 26.9 (80.4)                                                |
| 平均低温 °C（°F） | 6.5 (43.7)                                                 | 8.7 (47.6)                                                 | 12.0 (53.6)                                                | 15.4 (59.8)                                                | 19.9 (67.8)                                                | 23.2 (73.7)                                                | 24.3 (75.7)                                                | 24.1 (75.4)                                                | 21.4 (70.6)                                                | 16.1 (60.9)                                                | 10.8 (51.5)                                                | 7.6 (45.6)                                                 | 15.8 (60.5)                                                |
| 平均最低温 °C（°F） | −2.5 (27.5)                                                | −0.2 (31.6)                                                | 1.7 (35.0)                                                 | 6.3 (43.4)                                                 | 12.1 (53.8)                                                | 19.2 (66.5)                                                | 21.4 (70.5)                                                | 21.1 (69.9)                                                | 14.6 (58.3)                                                | 6.7 (44.1)                                                 | 1.2 (34.2)                                                 | −1.1 (30.0)                                                | −3.3 (26.0)                                                |
| 历史最低温 °C（°F） | −15 (5)                                                    | −14 (6)                                                    | −6 (21)                                                    | −1 (31)                                                    | 6 (42)                                                     | 11 (52)                                                    | 17 (62)                                                    | 12 (54)                                                    | 7 (45)                                                     | −2 (29)                                                    | −7 (19)                                                    | −14 (7)                                                    | −15 (5)                                                    |
| 平均降水量 mm（） | 96 (3.76)                                                  | 75 (2.97)                                                  | 88 (3.47)                                                  | 100 (3.95)                                                 | 127 (5.01)                                                 | 152 (6.00)                                                 | 96 (3.77)                                                  | 123 (4.84)                                                 | 120 (4.71)                                                 | 139 (5.46)                                                 | 98 (3.87)                                                  | 102 (4.03)                                                 | 1,316 (51.84)                                              |
| 平均降水天数（≥ 0.01 in） | 10.0                                                       | 8.8                                                        | 8.8                                                        | 7.3                                                        | 8.6                                                        | 10.0                                                       | 9.1                                                        | 8.5                                                        | 8.4                                                        | 7.7                                                        | 7.6                                                        | 9.6                                                        | 104.4                                                      |
| 平均相對濕度（％） | 75                                                         | 74                                                         | 73                                                         | 74                                                         | 76                                                         | 76                                                         | 74                                                         | 75                                                         | 76                                                         | 75                                                         | 77                                                         | 76                                                         | 75                                                         |
| 月均日照時數 | 143.4                                                      | 155.0                                                      | 192.5                                                      | 209.8                                                      | 249.2                                                      | 281.3                                                      | 293.9                                                      | 270.5                                                      | 236.5                                                      | 228.8                                                      | 168.3                                                      | 148.7                                                      | 2,577.9                                                    |
| 可照百分比 | 44                                                         | 50                                                         | 52                                                         | 54                                                         | 59                                                         | 67                                                         | 68                                                         | 66                                                         | 64                                                         | 64                                                         | 53                                                         | 47                                                         | 58                                                         |
| 来源：NOAA（1981–2010年相对湿度；1961–1990年日照） 休斯顿官方气象站，1888年7月–1969年5月在市中心的气象局，1969年6月起在洲际机场。 |                                                            |                                                            |                                                            |                                                            |                                                            |                                                            |                                                            |                                                            |                                                            |                                                            |                                                            |                                                            |                                                            |

休斯敦属副热带湿润气候，位于墨西哥湾沿岸平原，并被归类为温带草原植被区。休士顿大部分地区都被森林、关木林、沼泽或草原所包围, 至今在市郊甚至在市内部分地区都可看到。每年平均降水910－1220毫米。每年大部分时间盛行南风和东南风，温度会常常受靠近墨西哥的炎热沙漠气候和从墨西哥湾带来的高湿度 , 高降水量所影响。
与市中心和东郊相比，内陆（北、西郊）地区更偏向极端温度；市中心和东郊偶尔会出现一个无霜的冬季，而洲际机场从未没有。冬季温和，时而偏向温暖，日最高气温低于或等于5 °C（41 °F）的平均日数为1.2–1.4天，日最低气温低于或等于0 °C（32 °F）的平均日数为4.2–10.1天；夏季酷暑漫长，日高温达30 °C（86 °F）的日数年均有145–150天，达38 °C（100 °F）的有2.9–7.0天；日低温达25 °C（77 °F）的年均日数为29–47天。最冷月（1月）均温12.1—12.8 °C（53.8—55.0 °F），极端最低气温−15 °C（5 °F）（1930年1月18日）。最热月（8月）均温29.5 °C（85.1 °F）左右，极端最高气温43 °C（109 °F）（2000年9月4日与2011年8月27日）。无霜期平均为291–329天（3月至11月一般为无霜）。年均降水量约1,320—1,410（51.8—55.6英寸）；年极端最少降水量为449（17.66英寸）（1917年），最多为2,109（83.02英寸）（1979年在霍比机场）。可测量的积累降雪只出现在少于20%的冬季。
| 休斯顿（威廉·佩特斯·霍比机场），1991–2020年正常值， 1930年至今极端数据 | 休斯顿（威廉·佩特斯·霍比机场），1991–2020年正常值， 1930年至今极端数据 | 休斯顿（威廉·佩特斯·霍比机场），1991–2020年正常值， 1930年至今极端数据 | 休斯顿（威廉·佩特斯·霍比机场），1991–2020年正常值， 1930年至今极端数据 | 休斯顿（威廉·佩特斯·霍比机场），1991–2020年正常值， 1930年至今极端数据 | 休斯顿（威廉·佩特斯·霍比机场），1991–2020年正常值， 1930年至今极端数据 | 休斯顿（威廉·佩特斯·霍比机场），1991–2020年正常值， 1930年至今极端数据 | 休斯顿（威廉·佩特斯·霍比机场），1991–2020年正常值， 1930年至今极端数据 | 休斯顿（威廉·佩特斯·霍比机场），1991–2020年正常值， 1930年至今极端数据 | 休斯顿（威廉·佩特斯·霍比机场），1991–2020年正常值， 1930年至今极端数据 | 休斯顿（威廉·佩特斯·霍比机场），1991–2020年正常值， 1930年至今极端数据 | 休斯顿（威廉·佩特斯·霍比机场），1991–2020年正常值， 1930年至今极端数据 | 休斯顿（威廉·佩特斯·霍比机场），1991–2020年正常值， 1930年至今极端数据 | 休斯顿（威廉·佩特斯·霍比机场），1991–2020年正常值， 1930年至今极端数据 |
| 月份                                                                   | 1月                                                                    | 2月                                                                    | 3月                                                                    | 4月                                                                    | 5月                                                                    | 6月                                                                    | 7月                                                                    | 8月                                                                    | 9月                                                                    | 10月                                                                   | 11月                                                                   | 12月                                                                   | 全年                                                                   |
| ---------------------------------------------------------------------- | ---------------------------------------------------------------------- | ---------------------------------------------------------------------- | ---------------------------------------------------------------------- | ---------------------------------------------------------------------- | ---------------------------------------------------------------------- | ---------------------------------------------------------------------- | ---------------------------------------------------------------------- | ---------------------------------------------------------------------- | ---------------------------------------------------------------------- | ---------------------------------------------------------------------- | ---------------------------------------------------------------------- | ---------------------------------------------------------------------- | ---------------------------------------------------------------------- |
| 历史最高温 °C（°F）                                                    | 29 (85)                                                                | 32 (89)                                                                | 36 (96)                                                                | 34 (94)                                                                | 38 (100)                                                               | 41 (105)                                                               | 41 (105)                                                               | 41 (106)                                                               | 42 (108)                                                               | 36 (97)                                                                | 32 (90)                                                                | 29 (85)                                                                | 42 (108)                                                               |
| 平均最高温 °C（°F）                                                    | 25.7 (78.2)                                                            | 27.0 (80.6)                                                            | 29.1 (84.3)                                                            | 31.0 (87.8)                                                            | 33.6 (92.5)                                                            | 35.8 (96.4)                                                            | 36.7 (98.1)                                                            | 37.4 (99.3)                                                            | 35.6 (96.1)                                                            | 33.0 (91.4)                                                            | 29.3 (84.7)                                                            | 26.9 (80.5)                                                            | 37.9 (100.2)                                                           |
| 平均高温 °C（°F）                                                      | 17.7 (63.8)                                                            | 19.8 (67.6)                                                            | 23.0 (73.4)                                                            | 26.3 (79.3)                                                            | 29.9 (85.9)                                                            | 32.8 (91.0)                                                            | 33.8 (92.9)                                                            | 34.2 (93.5)                                                            | 31.8 (89.3)                                                            | 27.8 (82.1)                                                            | 22.6 (72.6)                                                            | 18.7 (65.7)                                                            | 26.6 (79.8)                                                            |
| 平均低温 °C（°F）                                                      | 7.8 (46.1)                                                             | 10.1 (50.1)                                                            | 13.3 (55.9)                                                            | 16.6 (61.8)                                                            | 20.7 (69.3)                                                            | 23.8 (74.9)                                                            | 24.8 (76.6)                                                            | 24.8 (76.7)                                                            | 22.7 (72.9)                                                            | 17.7 (63.9)                                                            | 12.2 (54.0)                                                            | 8.9 (48.0)                                                             | 16.9 (62.5)                                                            |
| 平均最低温 °C（°F）                                                    | −0.8 (30.5)                                                            | 1.4 (34.5)                                                             | 3.7 (38.7)                                                             | 8.1 (46.5)                                                             | 14.0 (57.2)                                                            | 20.4 (68.7)                                                            | 22.4 (72.3)                                                            | 22.2 (72.0)                                                            | 16.8 (62.2)                                                            | 8.4 (47.2)                                                             | 2.7 (36.8)                                                             | 0.4 (32.8)                                                             | −2.0 (28.4)                                                            |
| 历史最低温 °C（°F）                                                    | −15 (5)                                                                | −10 (14)                                                               | −6 (22)                                                                | 0 (32)                                                                 | 7 (44)                                                                 | 13 (56)                                                                | 18 (64)                                                                | 16 (60)                                                                | 10 (50)                                                                | 1 (33)                                                                 | −4 (24)                                                                | −13 (9)                                                                | −15 (5)                                                                |
| 平均降水量 mm（）                                                      | 104 (4.09)                                                             | 72 (2.85)                                                              | 83 (3.28)                                                              | 104 (4.08)                                                             | 138 (5.42)                                                             | 155 (6.09)                                                             | 117 (4.59)                                                             | 138 (5.44)                                                             | 146 (5.76)                                                             | 147 (5.78)                                                             | 99 (3.90)                                                              | 110 (4.34)                                                             | 1,413 (55.62)                                                          |
| 平均降水天数（≥ 0.01 in）                                              | 10.2                                                                   | 8.9                                                                    | 8.3                                                                    | 8.0                                                                    | 7.7                                                                    | 10.4                                                                   | 9.2                                                                    | 9.6                                                                    | 9.8                                                                    | 7.2                                                                    | 8.4                                                                    | 9.5                                                                    | 107.2                                                                  |
| 来源：NOAA                                                             |                                                                        |                                                                        |                                                                        |                                                                        |                                                                        |                                                                        |                                                                        |                                                                        |                                                                        |                                                                        |                                                                        |                                                                        |                                                                        |

## 经济

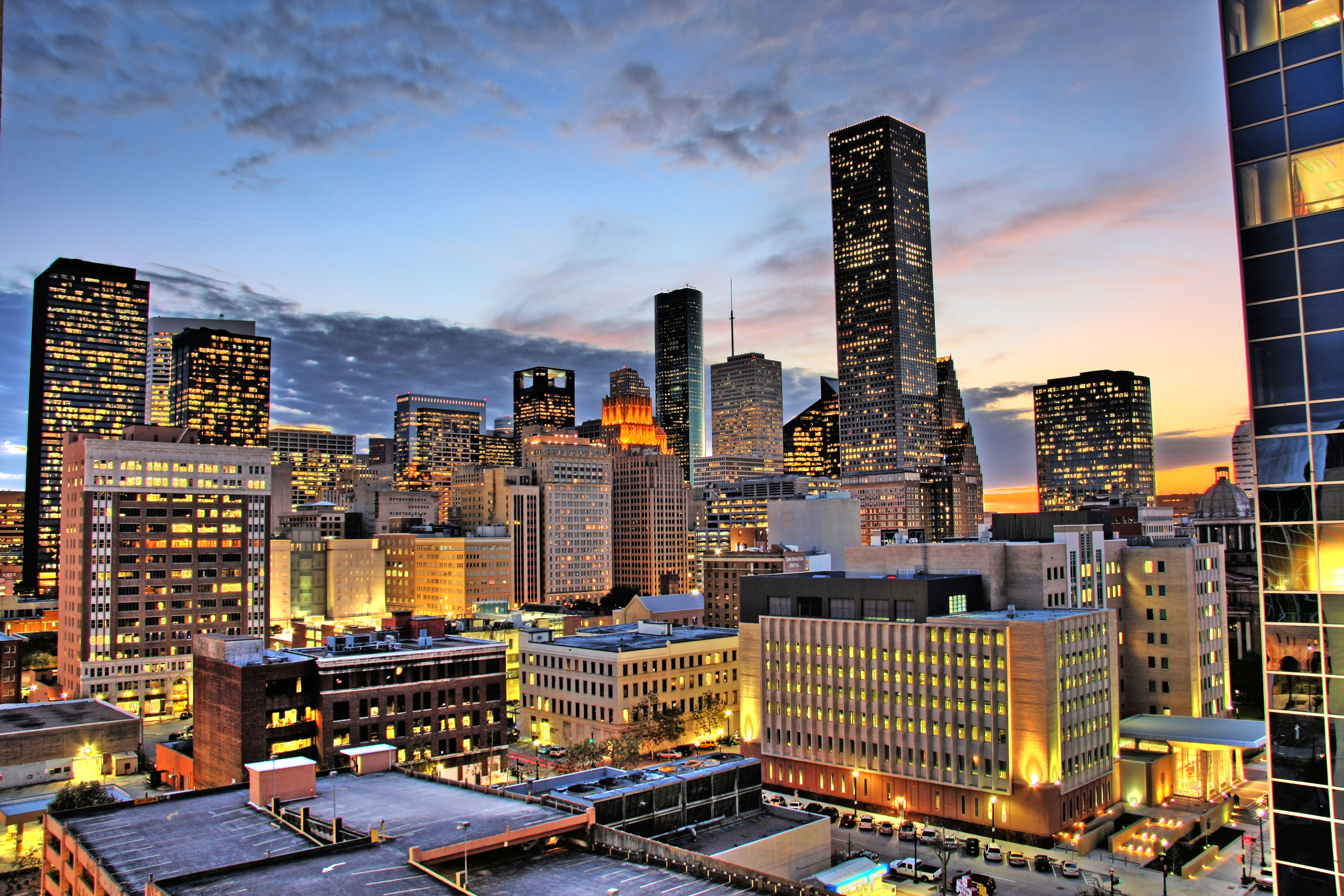
繁华的休士顿市区夜景

休士顿最着名的是它的石油工业、美国国家太空总署和休士顿港口（Port Of Houston）。
休士顿是世界的能源工业重镇，特別是石油。生物化学工业、航天工业及运河也是该城大部分的工业基础。休士顿都会区包含世界最大的石化工业地区，包括提炼塑胶原料、杀虫药和土壤肥料。该区域也是世界领先的油田器械製造中心。休士顿的成功主要是利用人工运河运送石油化学制品，休士顿港是美国最繁忙的港口之一和世界第二的外运吨位进出港口。由于这些经济贸易，许多从美国其他地方的居民也迁来休士顿，也有来自于全世界几百个国家。不同于多数的地区，高油价似乎都会对经济造成损害，然而对于主要产业为能源产业的休斯顿来说，高油价似乎反而有利。↵自历史纪录来看，休士顿曾有数次突发性的成长高峰（有些严重的经济衰退期（Economic Recessions）与石油工业相关。1901年在休士顿附近发现石油，带领此地的头一航天工业驱使第二次的成长高峰，因1973年石油危机而更为固定。源自于德克萨斯州对于石油的需求增加，因而许多人从东北部搬来休斯敦从贸易中获利。当禁运令被解除之后，多数其他地区的成长几乎是停滞的。但帕萨迪纳仍有其所属的炼制厂，而休士顿港是世界上最忙碌的港口。
总部在休士顿的财富500强企业数量仅次于纽约市。本市企图创建其银行体系，但休士顿在地的公司行号却开始被全国其他公司所合并。银行对此地来说仍是重要的体系，但多数在此地运作的银行并不是以此为根据地。房地产也是休士顿地区一个巨大的表现。

## 政治
休士顿也是哈里斯县（Harris County）的县府所在地。
休士顿西南部被福边县（Fort Bend County）在三面包围， 小部分的休士顿东北角延伸至蒙哥马利县（Montgomery County）。
休士顿市长最多可连任两次，每任两年，总共三任任期或六年。在14个市议员中，九个为分别由他们的选区选出的区域议员，五个为由全市选出的全体议员(at-large)，市议员也受到与市长一样的任期限制。市政府预定在2010年当休士顿市人口超过210万时增加两个选区，也同时增加两个区域议员。
休士顿过份严格的任期限制迫使许多市议员为了延续他们的政治生命，在任期结束时投入其他政府职位的选举。符合这个情况的前政府官员有郝东尼（Anthony Hall）、姚窝逆（Rodney Ellis）、李泽牺兰（Sheila Jackson-Lee）、高秀碧（Sylvia Garcia）、黄朱惠爱（Martha Zhu-Huang）、贝克里（Chris Bell）、和安妮斯·帕克（Annise Parker）。
前市长 李补浪（Lee P. Brown）强烈反对现有的任期限制，理由为任期限制阻碍现任官员取得足够的市政经验。市议会一直都在讨论是否修改或取消任期限制。部分大休士顿地区选出的州议员也公开表示他们反对现在的休士顿市任期限制。

## 人口统计
| 休士顿市 年度人口 |           |        |           |
| 1900年            | 44,633    | 1910年 | 78,800    |
| 1920年            | 138,276   | 1930年 | 292,352   |
| 1940年            | 384,514   | 1950年 | 596,163   |
| 1960年            | 938,219   | 1970年 | 1,232,802 |
| 1980年            | 1,595,138 | 1990年 | 1,630,553 |
| 2000年            | 1,953,631 | 2010年 | 2,100,263 |

根据2000年的人口普查，休士顿的人口有195万3631人，分布在71万7945户，和45万7330个家庭里。人口密度为毎平方公里1301.8人。住家单位平均密度为每平方公里521.1单位，共有78万2009单位。种族分布为49.27%白人、25.31%黑人、0.44%印第安人、5.31%亞裔、0.06% 太平洋島屿裔、16.46%其他、3.15%两个以上混合。
在71万7945户内，33.1%住有18岁以下儿童，43.2%为夫妇同住，15.3%为女性女性比99.7男性。18歲以上則為每100女性比97.8男性。
住户平均收入为3万6616美元，家庭平均收入为4万0443美元。男性平均收入为3万2084美元，女性为2万7371美元。该城人均收入为2万0101美元。19.2%的人口与16.0%的家庭低于贫困线。26.1%的18岁以下人口和14.3%的65岁以上人口生活在贫困线之下。

## 人民与文化

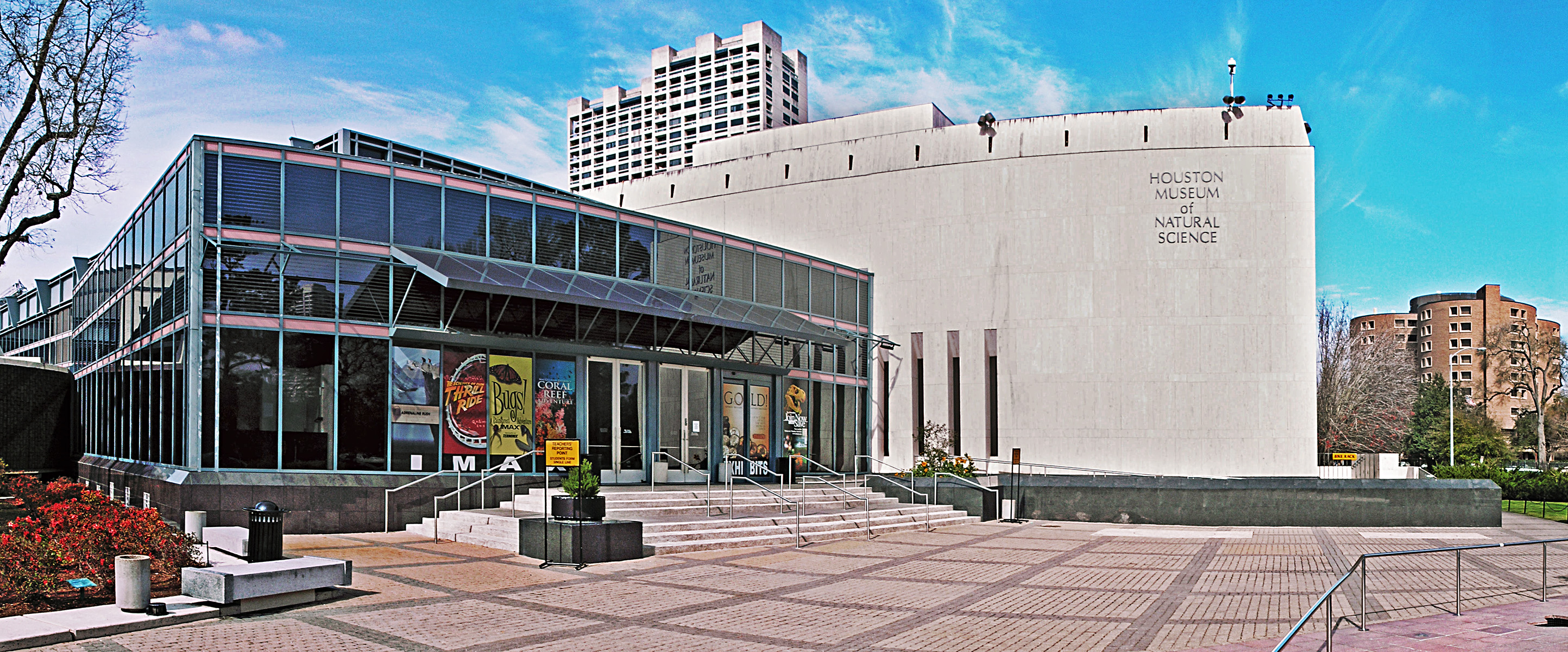
休斯敦自然科学博物馆

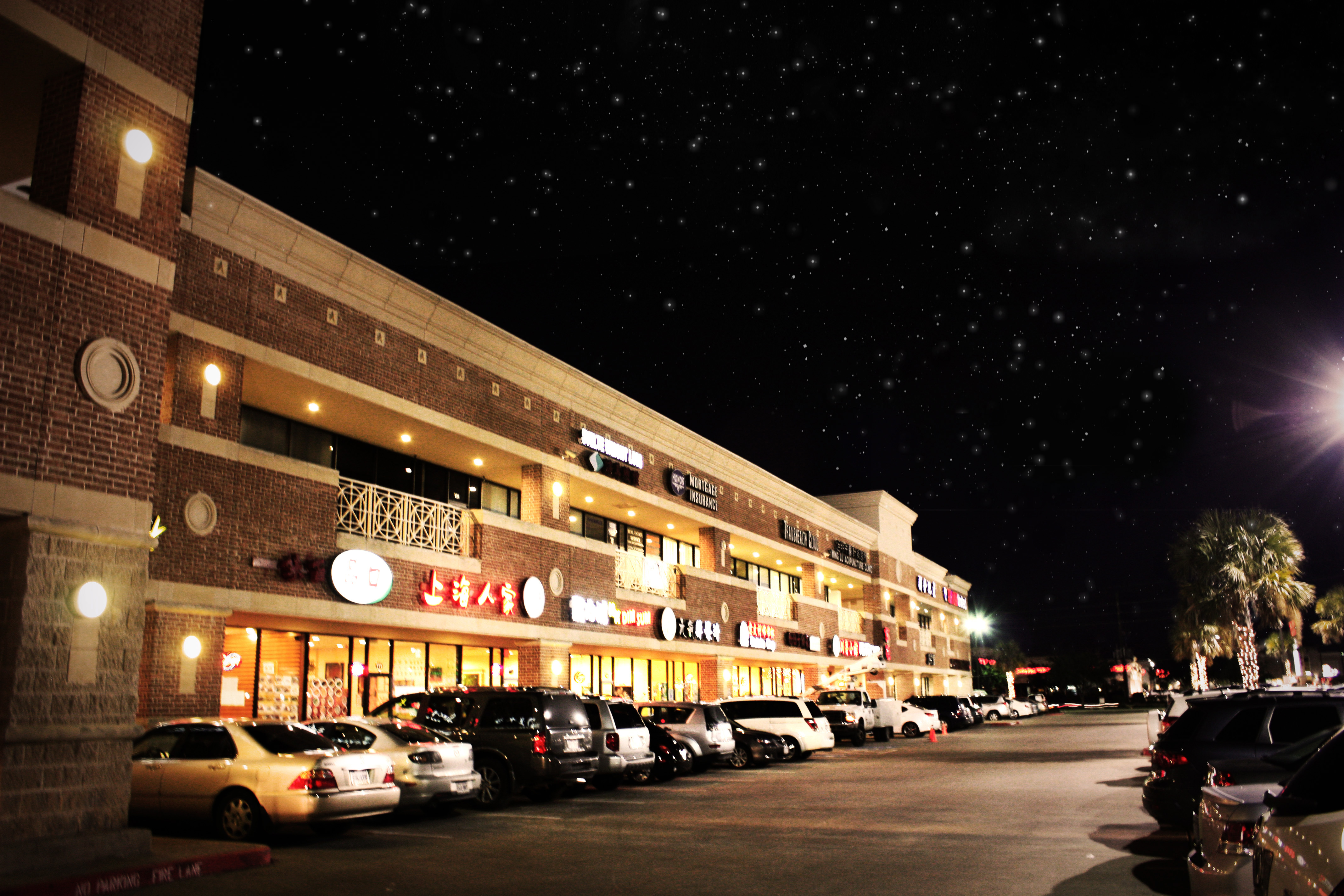
休斯敦的中国城

因为大休士顿地区和达拉斯－沃斯堡都会区都是得克萨斯州重要经济中心，两个地区一直友好竞争。休斯敦人经常觉得自己比北面的邻居纯朴。一些休士顿人抱怨达拉斯看来引起更多全国的注意，尽管休士顿人口更多。这个竞争经常导致各种比较。例如，尽管达拉斯每人拥有的餐厅超过纽约市, 休斯敦出门吃饭的人比美国任何城市都要多。唯一吃得比休士顿便宜的城市是新奧尔良。
17条街的戏院区, 位于休斯顿市中心，是8个世界级表演艺术組織的基地，130,000平方英呎的巴尤广场娱乐复合、餐厅、影院、广场和公园。休士顿是美国仅有的五个拥有所有主要艺术表演(歌剧、芭蕾、音乐和戏剧)的城市之一。
一些起源于休士顿的餐厅，如墨西哥菜餐厅连锁店，越南菜餐厅等现在已经驰名得克萨斯州和全美国。第一部Compaq电脑的设计是起草于"House of Pies"的餐巾上，这是一家位于上克比区的知名小餐馆，靠近Montrose地区。

### 世界性城市

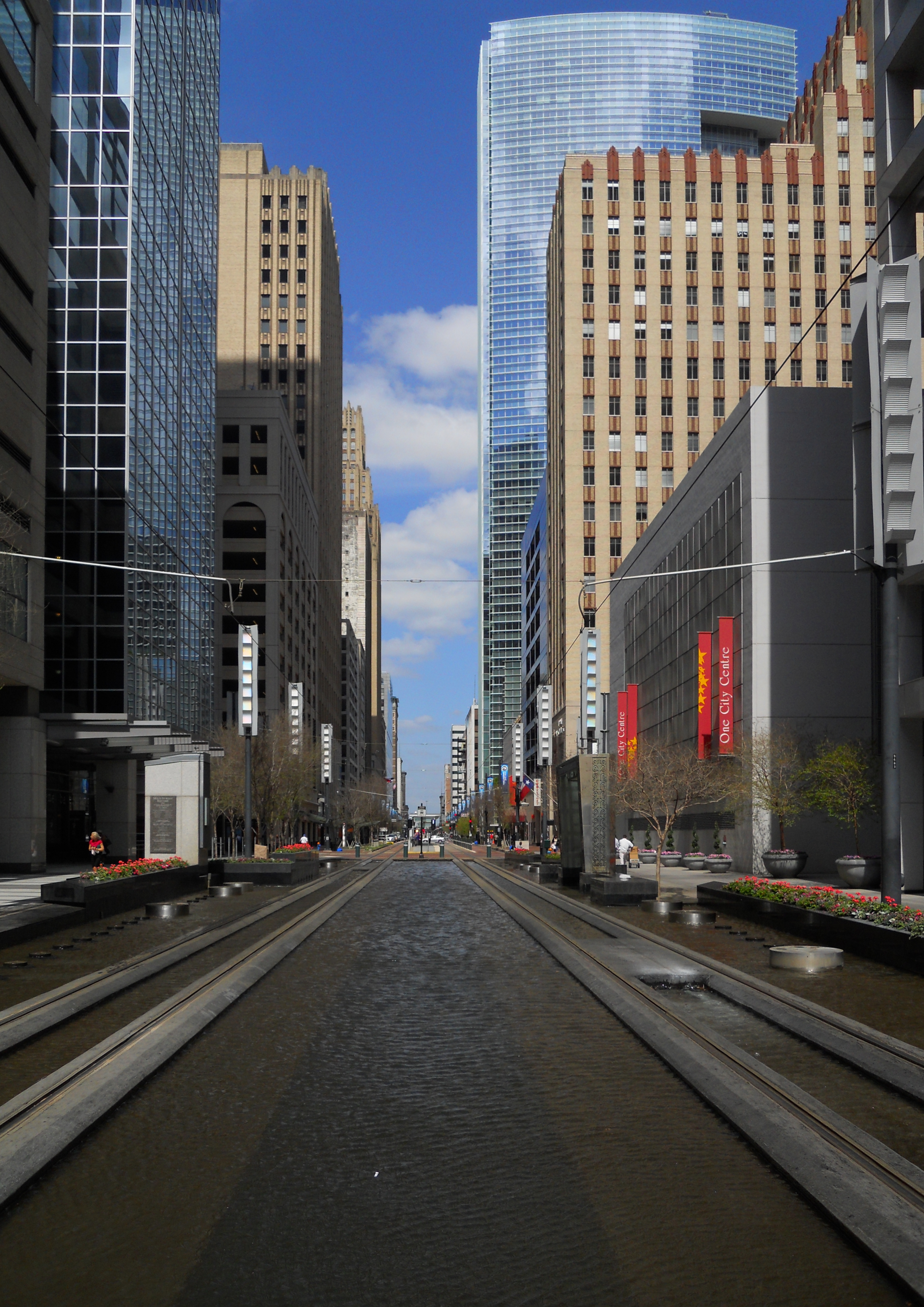
休斯敦市区风光

休士顿是一个国际城市，它的众多学术医疗机构、强大的能源、制造和航天工业吸引了大量移民，来自中國大陆、印尼、菲律宾、台湾、韩国、日本、印度、巴基斯坦和越南。唐人街，同時有美國第三多越南裔人口。為了使地價升值及增加地稅估價比率 , 最接近市中心的唐人街被規劃重建 ,使得一些越南裔被迫迁往城市其他地區。
本地区大约使用90种语言。一些越南人和华人比重高的社区使用中文和越南語路牌，附注英文。休斯敦是美国南非人第二多的城市，仅次于迈阿密。这里还以尼日利亚人多著称，有大约100,000尼日利亚人在此居住。.
休士顿的拉丁裔还在增加，因为从拉丁美洲国家来这里找工作的人越来越多；休士顿的拉丁裔人数居全美第三位。
休士顿是德克萨斯州男同性恋和女同性恋人数最多的地方；在全国也名列前茅。每年6月Montrose区Westheimer路的同性恋游行是休斯敦最大的事情之一，争取同性恋权利。Montrose区有许多同性恋设施，诸如餐厅、酒吧、夜总会和咖啡馆。
得力于广受欢迎的后期的嘻哈艺术家DJ Screw，休士顿在年轻人中很出名，主要在南方，拥有自己独特嘻哈风格——screw music（表现手法是将一向快速表现的念歌词速度放慢）。休士顿所有族裔和社会经济背景的许多年轻人，艺术家和歌迷送给休士顿一个绰号：「Screwston」。

### 健康
2005年，《男性健美（Men's Fitness）》杂志报导休士顿为美国最胖的城市美国（自2001年第四次获得）。同年，根据美国疾病控制与予防中心的普查，23%的休士顿人为饮食过胖，每人拥有的甜甜圈店的平均数是全美平均的两倍，外食者的比率比任何其他城市人口还要多。该杂志的报导公开后，休士顿市长比尔·怀特于是架设了一个网站「Get Moving Houston」， 鼓励市民培养运动的习惯。

## 文化机构
休士頓以活躍的视觉艺术和表演艺术而著称，拥有美国第二大的剧院区（剧院的座位数仅次于纽约市），在下城集中了12,948个表演场地的观众和1,480个电影院座位。休士顿拥有世界级视觉和表演艺术组织（休士顿大戏院、休士顿交响乐团、休士顿芭蕾和巷道剧场戏院）。休士顿是美国第三现代视觉艺术城。由滚石乐到太阳剧团; 以及各种趣味的展览会，从全国最大的缝被子表演到汽车、游艇和家居表演。
德克萨斯医疗中心旁边是博物馆区，包括休士顿Fine艺术博物馆、当代艺术博物馆，梅尼尔收藏博物馆和休士顿自然科学博物馆。
休士頓還擁有一些民間藝術組織包括: MECA （页面存档备份，存于）（多种文化教育及顾问艺术）、空巴屋舞蹈戏院和我们的字。

## 地方名胜

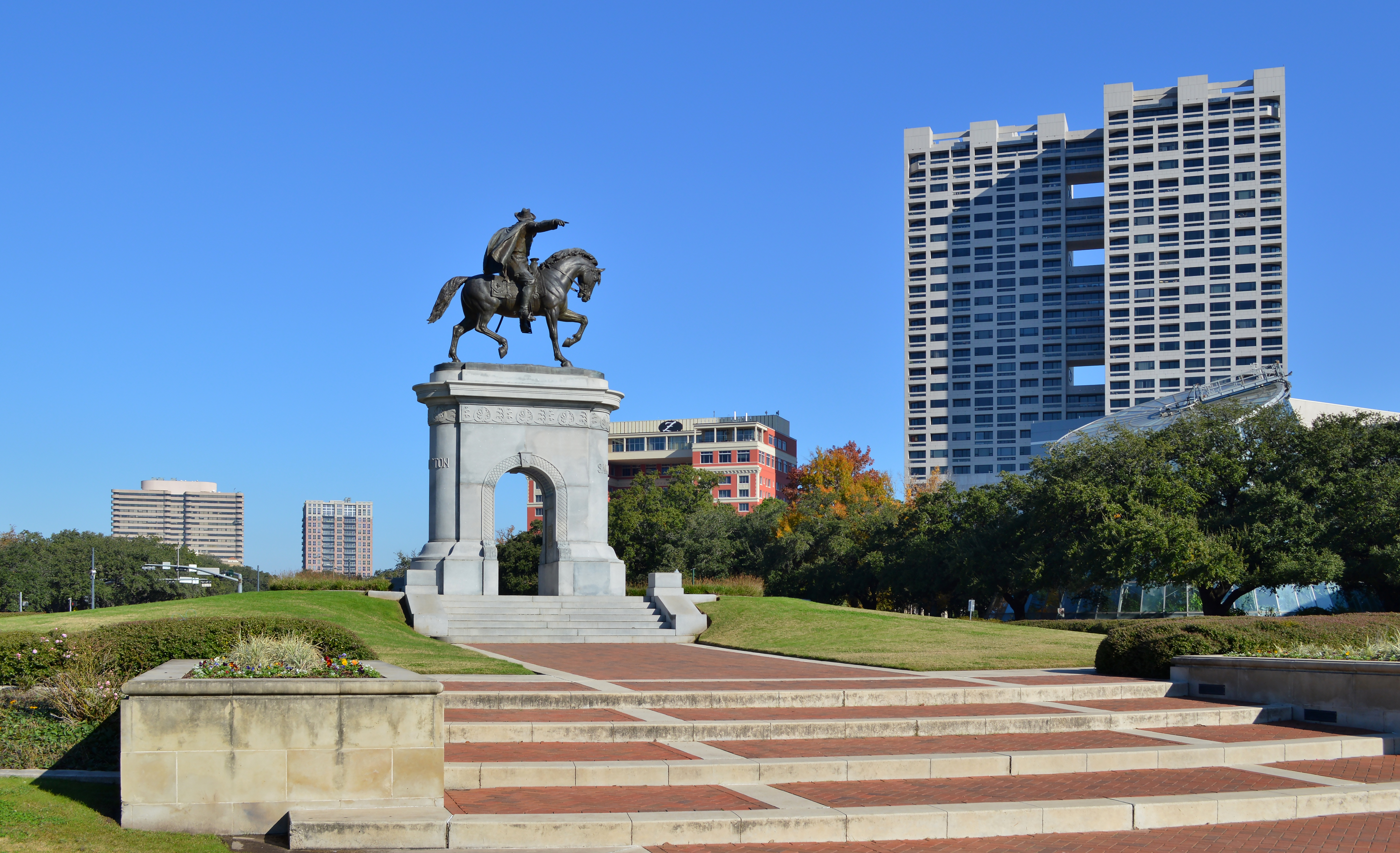
赫尔曼公园與山姆·休斯顿纪念碑。
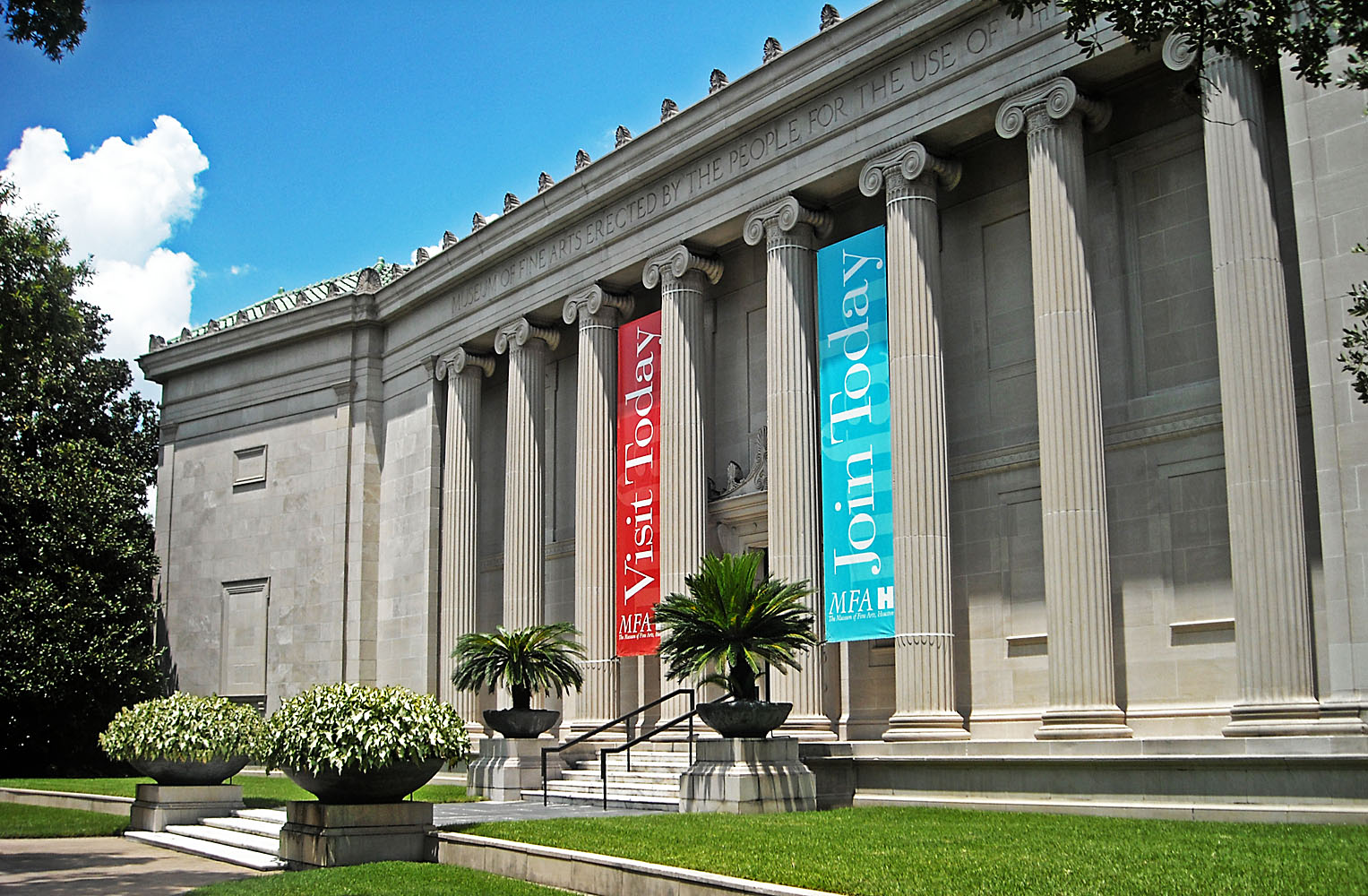
休士顿美术馆
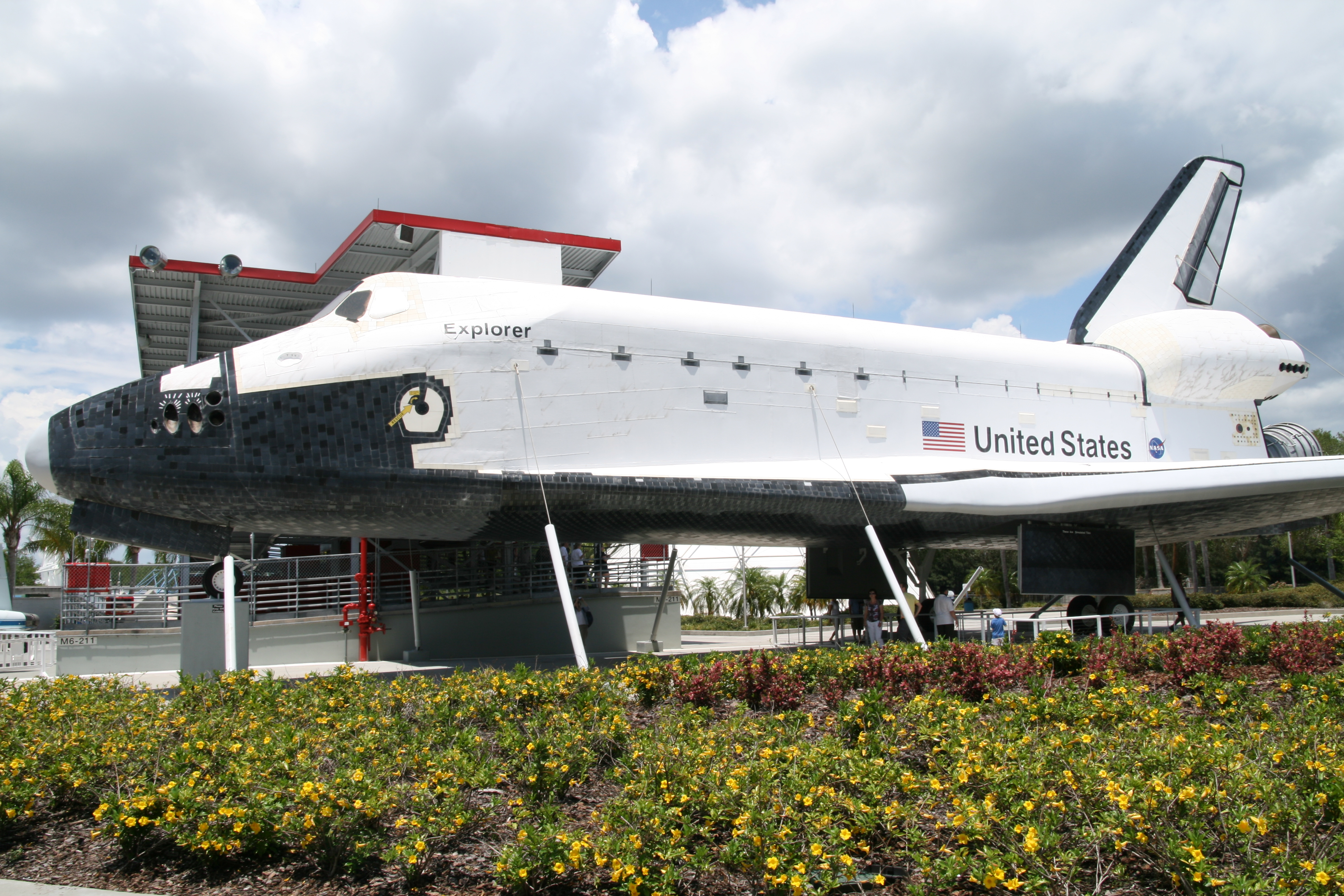
陈列于约翰逊航天中心休斯顿太空中心的航天飞机复製品冒险号（英语：Space Shuttle Independence）
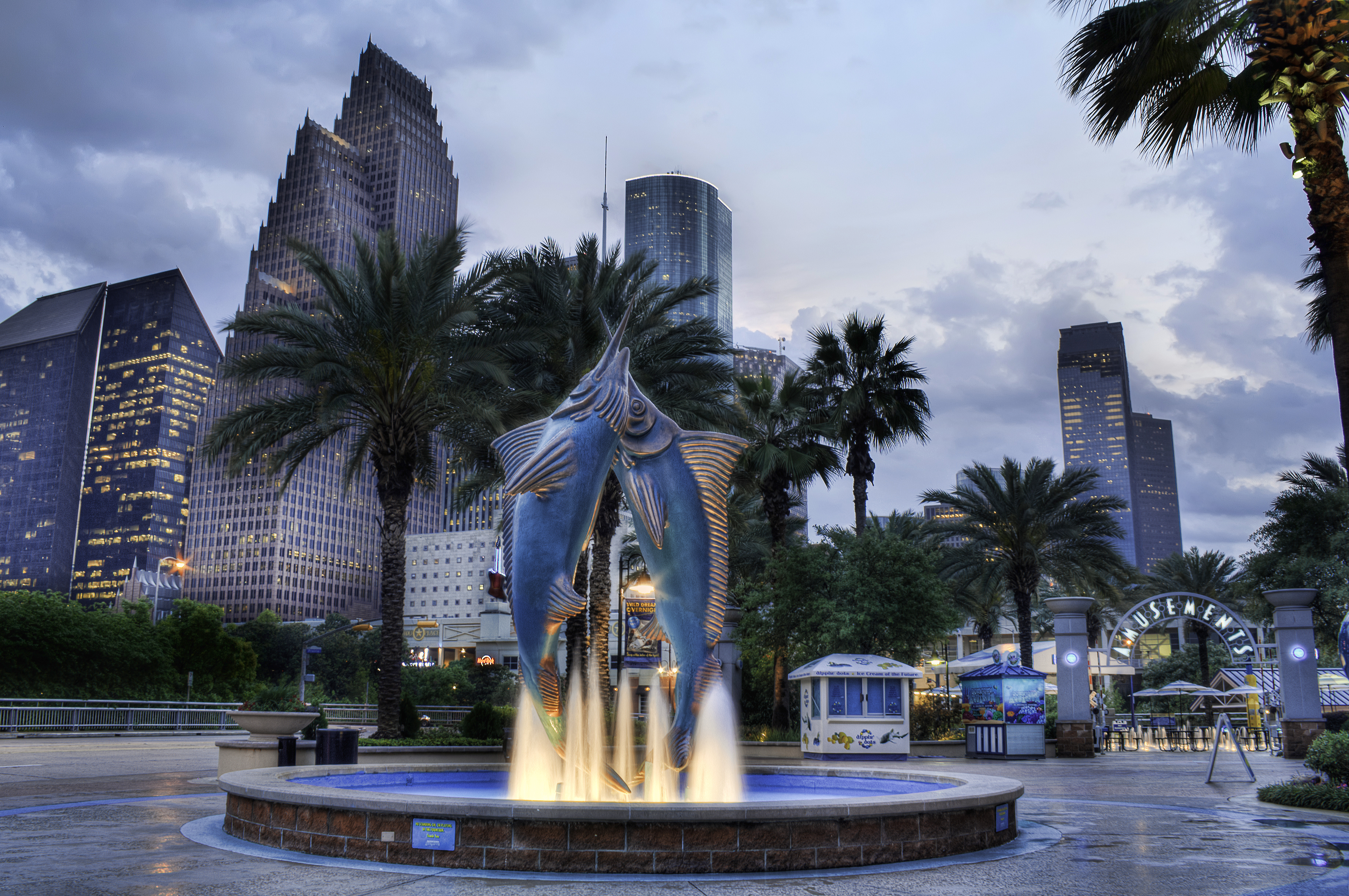
休斯顿市中心水族馆的喷泉

「约翰逊航天中心（Space Center Houston）」是NASA的官方旅客旅游中心。「约翰逊航天中心」涵盖了多项互动式的展览；包含了月球石块与一个模拟太空梭冒险号；除此之外还特别提供关于NASA的太空人航空计划之讲述。此节目在德州最大的IMAX戏院也有演出。
休士顿许多公园包括赫尔曼公园，內有休士顿动物园、自然科学博物馆和天文馆。市民中心则被属于美国会议中心最大之一的乔治布朗会议中心取代；而「钟节斯会堂」则提供表演艺术，是交响乐团的所在地。「Sam Houston」剧场与音乐厅则已经被「获比表演艺术中心」所取代。
其他吸引旅客的行程还包含了休士顿购物中心（因拥有奢华名店而出名的大型购物中心）；旧市集广场、山后吨历史公园（此地保存了1824年与1868年的老建筑）与重建的建筑物。San Jacinto Battlefield 圣哈辛都战场近于市內的鹿园。休斯敦港（Port of Houston）提供了休闲的、耗时90分钟的航程（除了星期一与九月之外），位于耗时不到一个小时的墨西哥湾，在休士顿邻近阳光海滩，全国最大规模之一的休闲游艇，而吸引游客的有像是克马木板步行路和高佛斯顿岛。

## 建筑

### 休士顿市中心

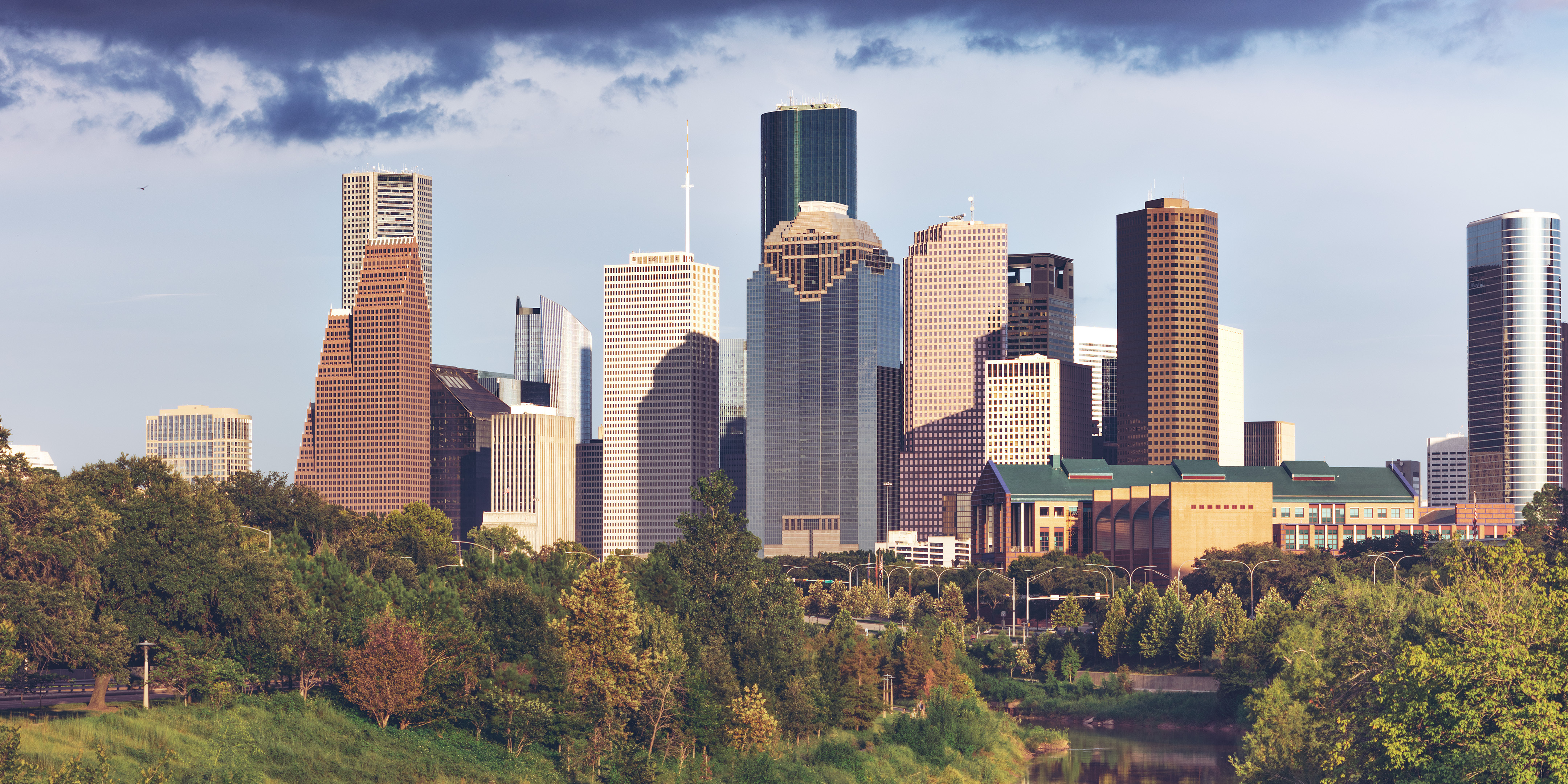
从西边看市中心天际线。
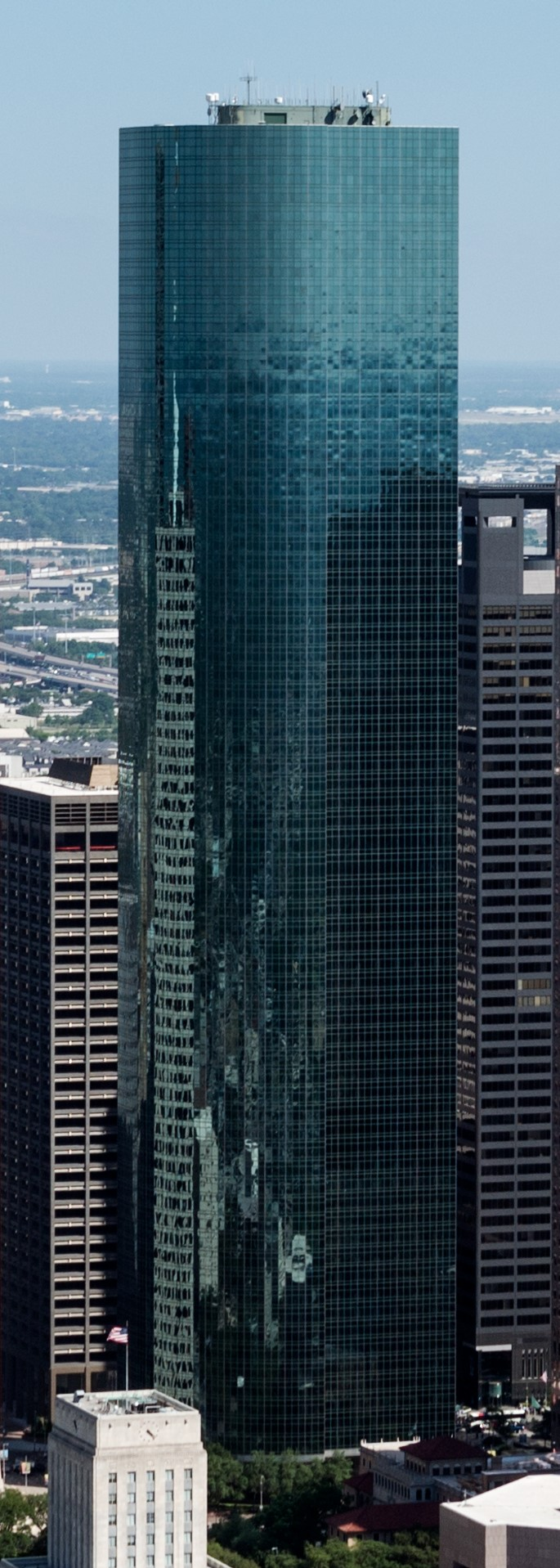
侯斯顿富国银行广场
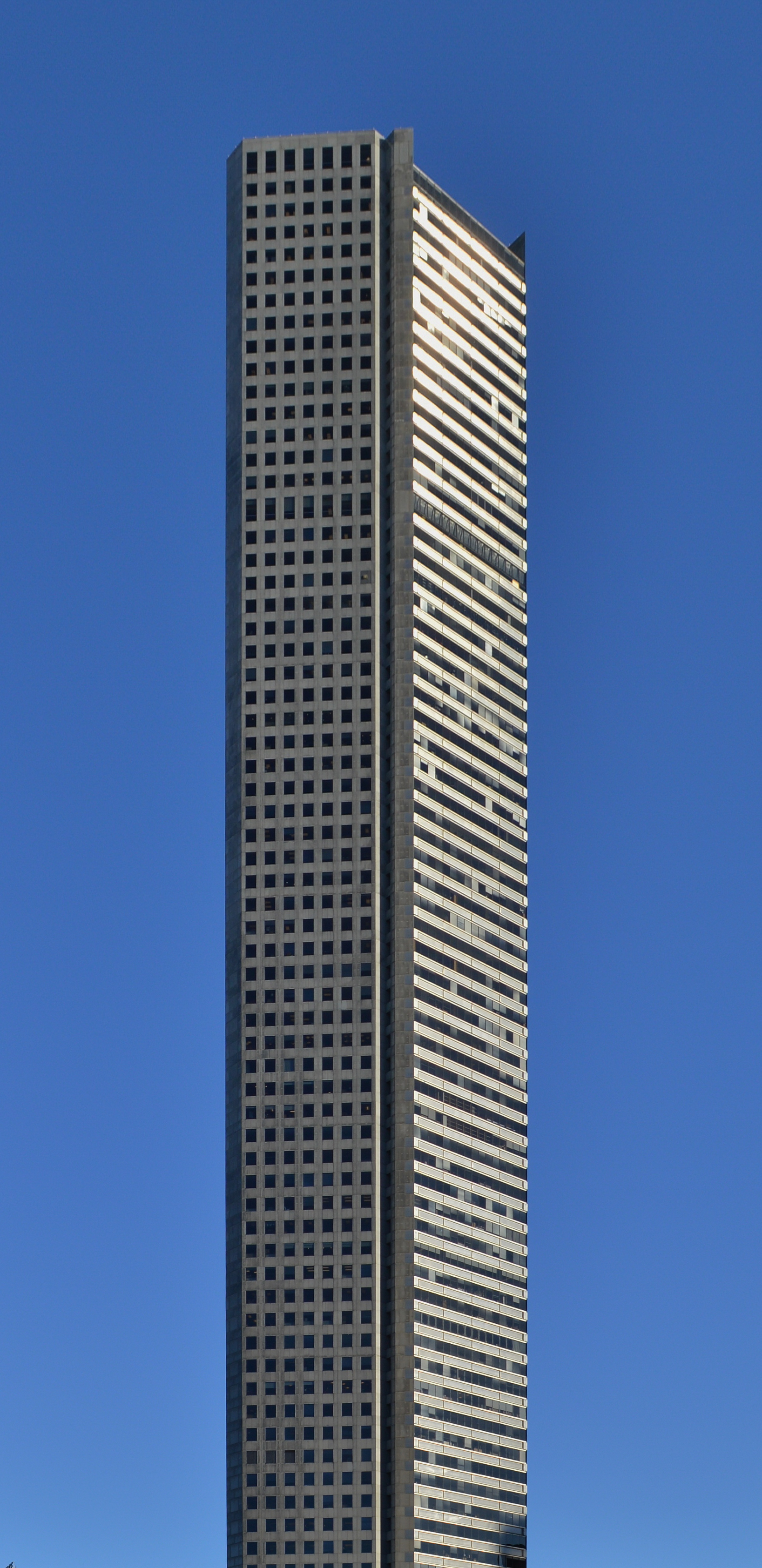
摩根大通大厦，世界最高的五边形建筑
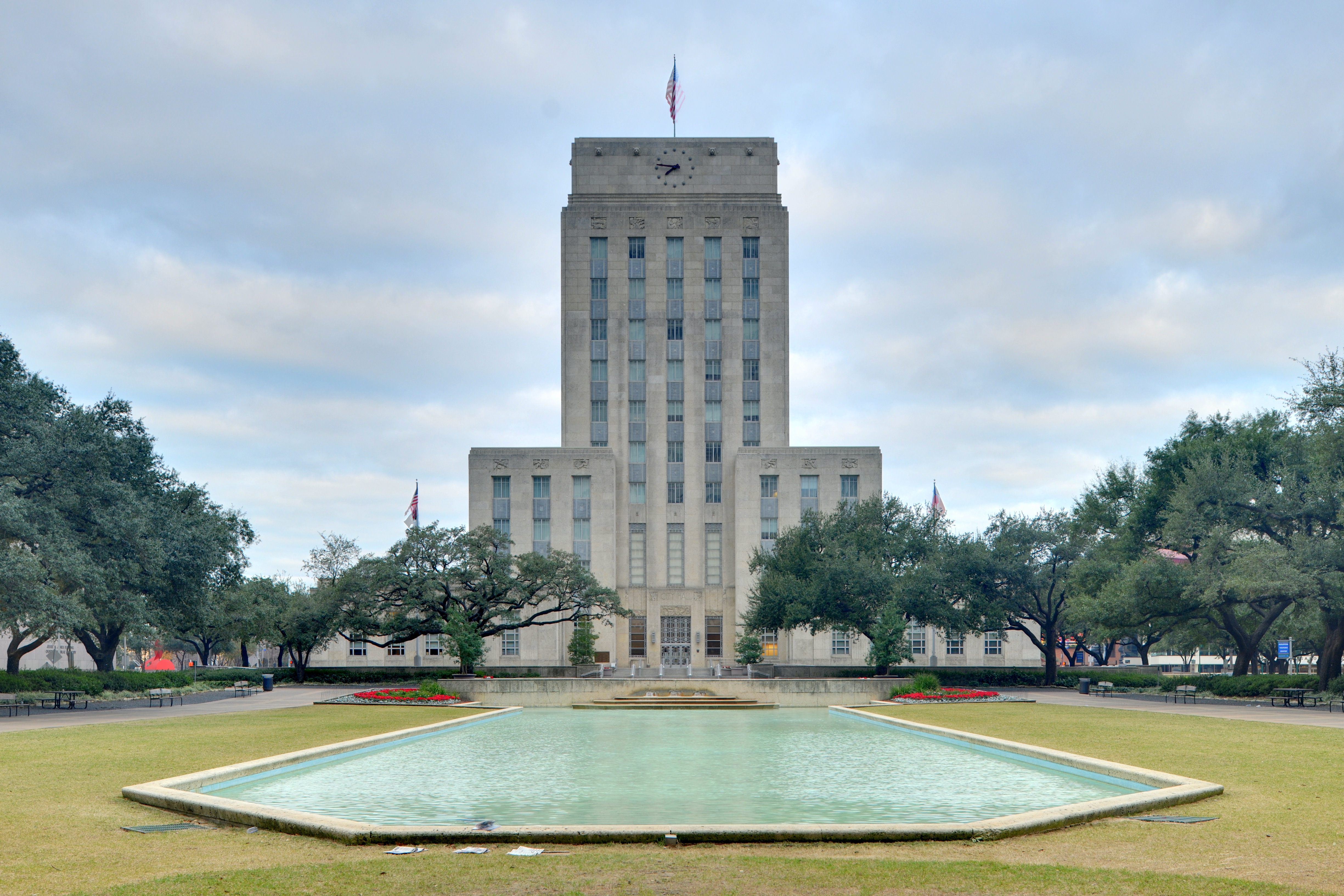
休斯顿市政厅

1960年代，休士顿市中心由时髦的高层办公厅建筑群所组成，并组成全美最大的天际线之一，其天际线更在全美排名第四。1960年中央商务区有1,000,000 m² 的办公区空间，到1970年代增加到1,600,000平方（17,000,000平方英尺），在房地产发展的带动之下，休斯顿规划中或是已进行的办公空间在1970年代后爆炸性的成长到8,700,000 m²。最大规模的发展计划是32街区大的休士顿中心。其他的大型计划还包含了「库伦中心」、「澳伦中心」与壳牌石油公司的高楼大厦。高楼大厦的发展浪潮也映照了美国其他大城市在同期高楼的快速发展，如同于洛杉矶和达拉斯，休士頓在1970年經歷了其他的市中心快速發展其（源於能源工業的爆炸性發展。）
第一个建于休士顿的摩天大楼，是1971年建筑而成的50层高的「蚬壳广场」（高度是714英尺 / 218公尺） 。紧接着在1970年代有一系列的摩天大楼落成，而这波休士顿摩天大楼建筑潮流的最高点，是一栋75层楼高（1,002英尺 / 305公尺）的JPMorgan Chase Tower（前称Texas Commerce Tower），在1982年完工，在2002年的时候它是美国排名第九、世界排名第23名高的摩天大楼。在 1983年，71层楼（970英尺 / 296公尺）高的后斯顿富国银行广场完工。在休斯顿市中心的摩天大楼的建筑工事，随着休士顿能源工业的衰退与数个经济衰退的原因，于1980年带中期进入尾声。当53层楼高的Texaco Heritage Plaza 在1987年完工，也显示在短期内不会再有摩天大楼的兴建工程。然而在西元2002年，一家以休斯敦为根据地的安然公司建设40层的摩天大楼，于2001年完工，同年该公司亦宣告倒闭。在2000年-2003年其间，一些小型的办公大楼在此地落成。在西元2001年12月，休士顿市中心的办公区到达40,000,000平公呎（4,000,000 m²），涵盖了28平方呎（2,800,000 m²）的高级办公区。
多数市中心的建筑物由休士顿市中心隧道系统所连接，此系统涵盖隧道与人行天桥。

### 休士顿上城
休士顿上城区域在西元1970年与1980年迅速发展。一系列高楼层办公大楼的建筑群在Interstate 610的西区出现（或可简称为“西线圈”）。这发展形成让人印象十分深刻的角城的例证。休士顿上城区最高度的成就，即是899英尺高(274公尺)的地标威廉斯大厦（1999年之前名为Transco Tower），在当时，它是世界上最高的大楼。「Williams Tower」是休士顿特殊时期的产物，能源公司在此建立资产，并被明显的拓展了它们的事业。
休士顿市中心也是许多其他地标性建筑物的所在地，像是由建筑师所设计的西萨·佩里與菲力普·强生， 在休士顿上城有大规模的办公区建筑，然而其也随着能源价格与休士顿经济在1980年代中晚期的萧条而进入结束。休士顿市上城在2001年拥有23,800,800平方公呎（2,210,000 m²）的办公区，反之休士顿中城拥有大约40平方公呎(4,000,000 m²)的办公区，在1990年代晚期，有小幅的高层Residential Tower 建筑群的快速增加。休斯顿上城发展出一种高集中度的高楼住宅形式。

## 城市布局
当休士顿建立于1837年时，“建市之父”（The city's founders）建立了一个以行政区（Wards）模式来划分政治性区域（Political Subdivision）。这种区域勘定模式被一直保留到今天都没有改变。现在，休士顿市议会（Houston City Council）把全市划分为九个行政区。
总括来说 , 现时人们对休士顿的地理定义是将610州际公路以內全部地方（Interstate 610）或者叫做“The Loop”，即「环城公路」）， 但很多时候在州际公路610以外的周边地带也包括在内。州际公路610圈内的土地已包围着大部分的商业中心区，那里有非常大都市化的生活模式，很多居住者都会以内环人（Inner-Looper）自居。
休士頓的外围地区、机场以及市郊和飞地都在此环线以外，另一条环城公路德州8号环城高速公路（简称为“环城公路”），在更向外5英里（8公里）处环绕全城。另一条环城公路德州99号高速公路（也被称为“大行车道”）正在建设中。
休斯敦是美国众多过百万人口的大城市中，仍没有规划法的城市，市区发展颇为杂乱无章。內城中并没有一个单一的下城作为城市就业的中心，而是发展出了五个商务区。如果这些商务区连起来，将组成美国第三大下城。

## 交通

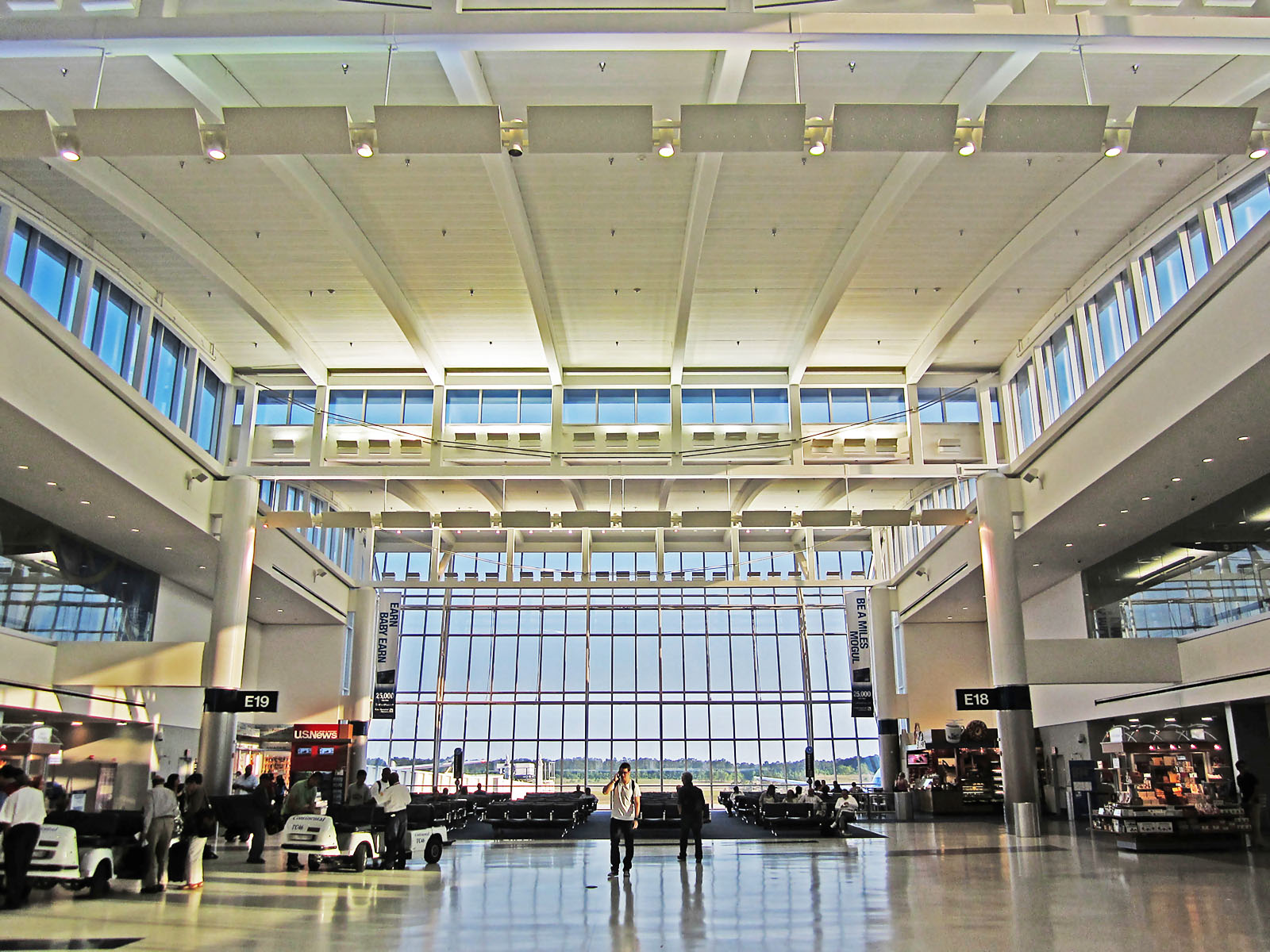
乔治·布什洲際機場E航站楼内部

### 公路
由于休士顿散乱的都市规划和炎热潮湿的气候，汽车成为最受欢迎的交通工具。休士顿的尾气浓度相当高，名列美国尾气污染最严重的城市之一。
休士顿高速公路的重要特征(德州大部份高速公路亦有此特征)是侧车道。大部份高速公路二侧各有二至四车道的平面车道，这些车道使得从高速公路下交流道的车流可以很顺利地与一般道路连接，大部份加油站和杂货店亦设在侧车道旁，但随着商店的设立，侧车道雍塞情况愈来愈严重。市政府目前正尝试着利用新的都市美化方案解决这个问题。
休士顿拥有辐辏系统的高速公路，除了放射状的轴心之外，还有很多环状线。最内部是州际610号公路，直徑大約10英哩，總長38英里。州際610號公路大致上可分為北環、南環、西環、東環。德州州立環狀公路8號以及在八号公路內側上層的Sam Houston收费公路，是再外一层的环状线，直径大约25英哩，总长88英里。这些公路大多不是免费的，每五或十英哩会遇到一个收费站，费用是1.75美元，跨越后士吨运河道时收费2美元。北侧临近机场部分路段免费。另外有一个争议中的公路计划打算在最外侧兴建州立99号高速公路。建设完成后将成为第三个外环公路系统。99号公路目前完工的部份只有休士顿西侧，从州际10号公路到休士顿西南侧州际59号公路这一段，完成于1994年。接下来在兴建的是从州际59号公路到到州立288号公路这一段。

### 公共交通

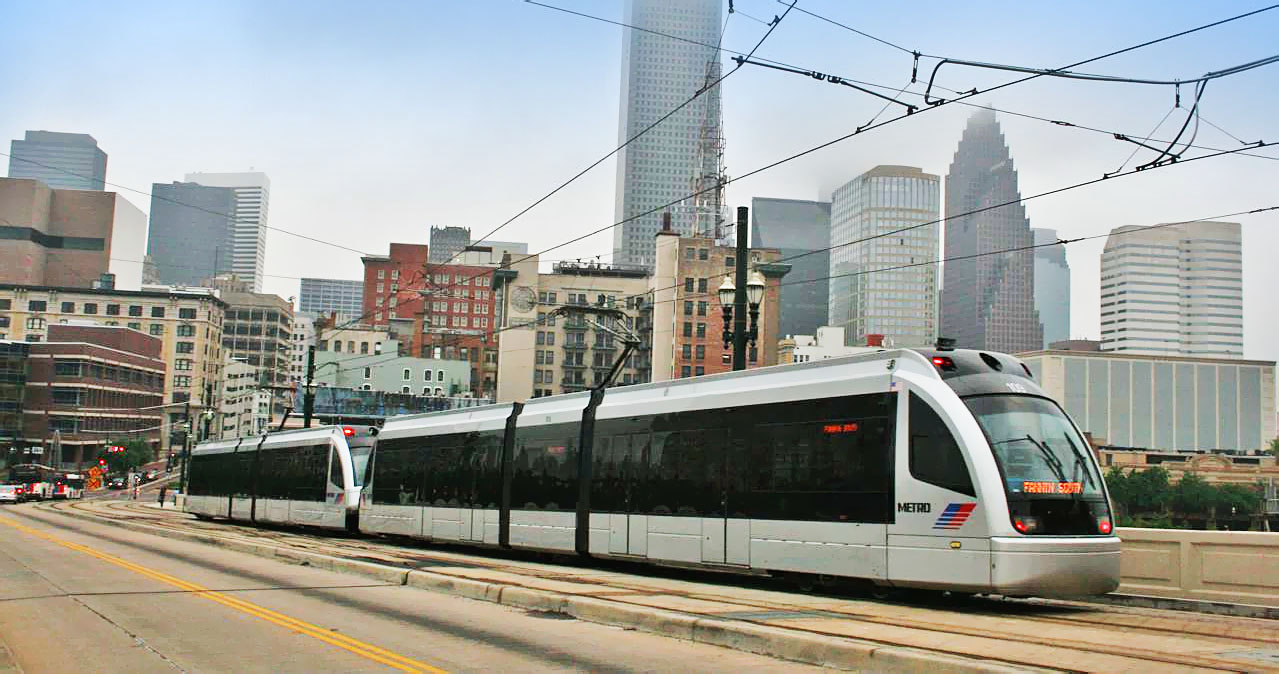
城市中心的市区快轨线路

德州哈里斯郡市公共运输局（Metropolitan Transit Authority of Harris County ,Texas）简称 METRO，提供公共交通，有公共汽车，轻轨电车和通勤直达公交。大都会公交车提供免费上城专车。休斯顿目前没有地铁，但是有一个以地面运行为主的轻轨系统，共三条路线，连接了休斯顿市中心，医疗区及莱斯大学，休斯顿大学，以及市区以北区域

### 机场
休士顿有乔治·布什洲际机场和威廉．霍比机场（1967年以前为休士顿国际机场）。乔治·布什洲际机场包管所有国际运输，大部份廉价航空公司（如西南航空、捷蓝航空及穿越航空等）则于霍比机场起降。乔治·布什洲际机场是美国联合航空（原美国大陆航空(总部设于本市))最重要的营运中心之一。
本市的第三大机场是艾琳顿菲尔德机场（Ellington Field Airport），为一军民合用机场，曾经有高佛斯顿到布希机场班次，2004年9月7日停止营运。第四大机场则位于市区西南方的糖城地区机场（Sugar Land Regional Airport），目前无定期航班，仅供政府及私人航班起降。

## 教育和科学研究

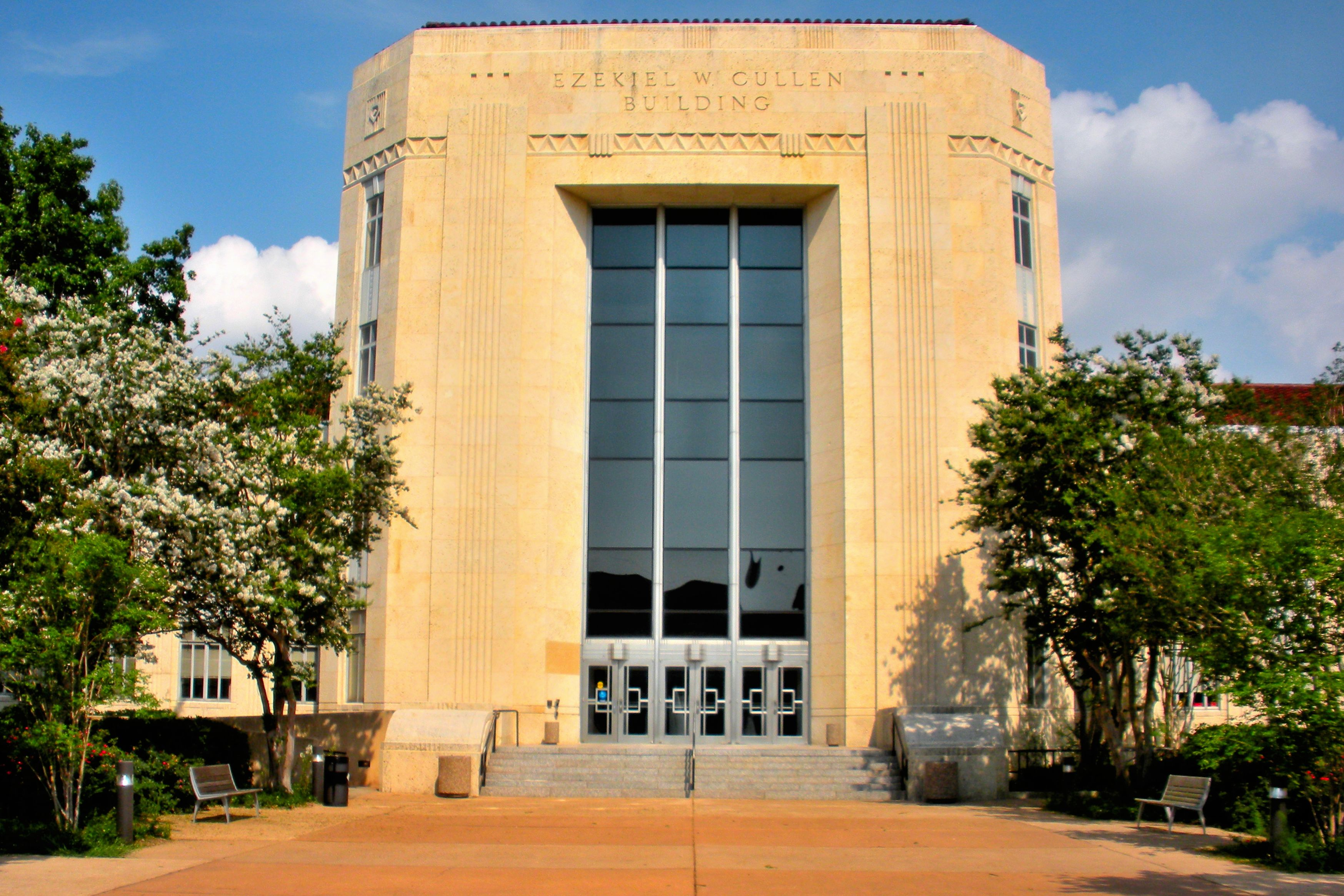
休士顿大学校景

### 大学
- 莱斯大学
- 休士顿大学
- 南德克萨斯大学
- 圣托马斯大学
- 休斯敦浸信会大学  （页面存档备份，存于）

休士顿是颇具威望的私立莱斯大学的所在地，因世界所有大学财政捐款与排名全国17所最好的大学而引以为荣。根据美国新闻和世界报道 的调查，. 本科毕业生群体位列全国最为杰出的精英之中，并拥有最高的国家优秀奖学金获得率之一。莱斯大学拥有众多的研究设施及实验室。同时，莱斯大学也与休士顿地区研究中心联合，这个团体是由莱斯大学, 德克萨斯大学奥斯汀分校, 德州农工大学(Texas A&M)和休士顿大学共同赞助的.↵休士顿大学是湾区最大的市区州立大学系统，提供休士顿市民高等教育的场所。休士顿大学系统拥有四座主要的校区，除了维多利亚校区之外，全部都在大休士顿的范围之内，其中包含两个教育中心。休士顿大学主校区是休士顿大学系统内为一提供博士学位的校区，拥有学生人数是德州第三多的，约有三万五千人。休士顿大学包含四十个研究机构和中心，最负盛名的是休士顿大学法学中心、医学法律及政策中心。医学法律及政策中心更。
休士顿是国际知名的德克萨斯医疗中心的所在地，成为世界上研究以及健康照顾机构密度最大的地方，包含了全美医学院排名前十名的名校贝勒医学院, 德州大学健康科学中心 以及德州大学 M. D. 安德孙癌症中心. M. D. 安德孙癌症中心被认为是全世界投入癌症研究，教育，病人治疗以及疾病预防最有权威名望的地方。
德克萨斯南方大学是一所传统黑人大学（HBCU），也是黑人教育的先驱，致力于成为一所在当地，甚至于全国，塑造非裔美人学者、大学生、教授的领导学院为其特点。
休士顿亦是圣托马斯大学的所在地，是一所遵循拜占庭传统的天主教文科学院，由加拿大圣巴西勒修会神父们创建，位于Montrose区。其他服务于休士顿的教会学院还有休士顿浸信会大学、南德州法律大学，位于休士顿中城的心脏地带，拥有全国最好的审讯辩护课程。
休斯敦大部分地区隶属休斯敦社区学院系统，也是属于美国最大的社区学院系统之一。休士顿学院系统適用于休斯敦的HISD以及其它地区。部分的北休士顿隶属北哈里斯·蒙哥马利社区学院地区。休士顿东部和东南部的部分地区隶属圣哈辛托学院。休士顿的许多郊区也拥有自己的社区学院系统。

### 公立学校和图书馆

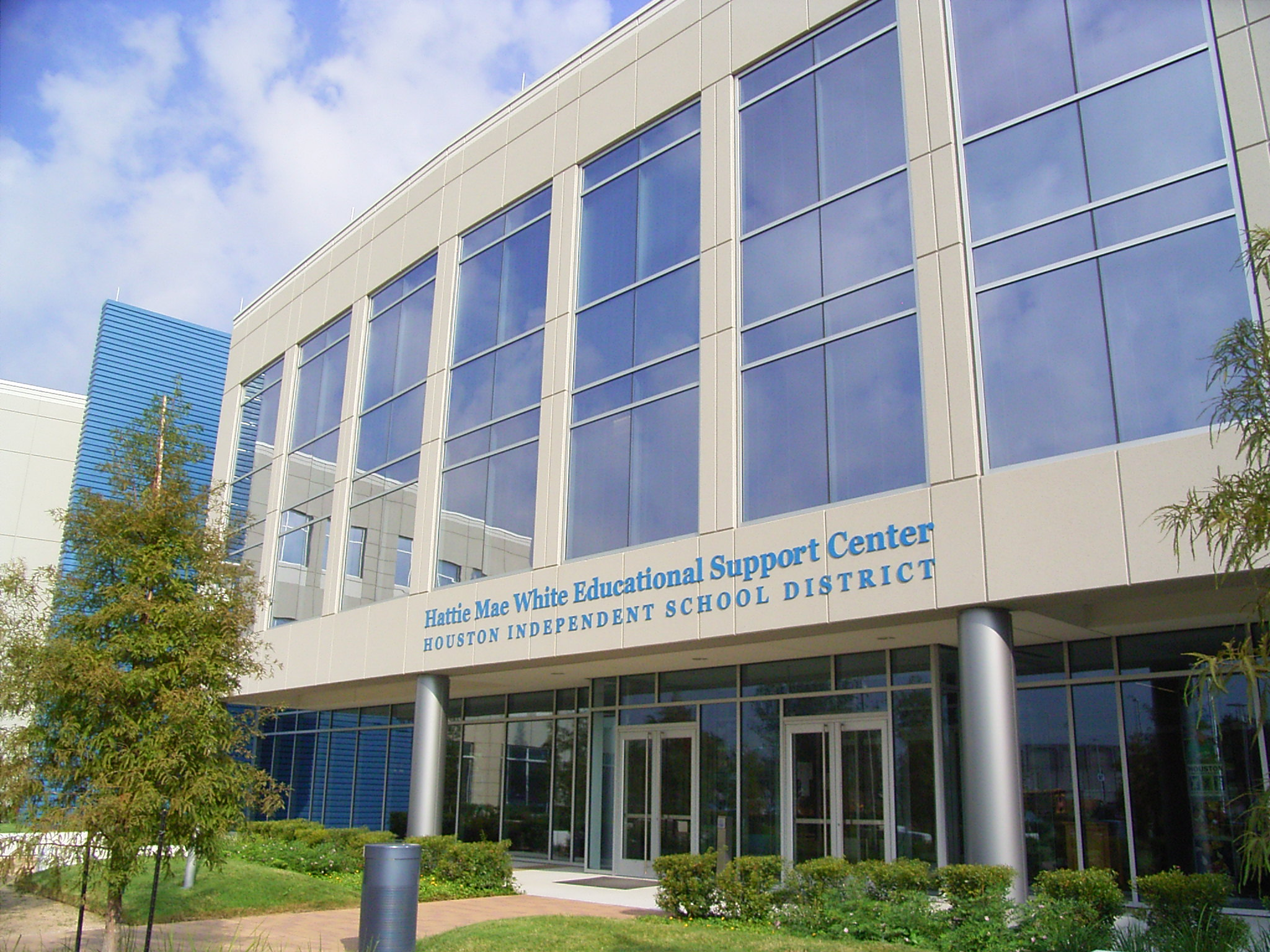
哈蒂·马·怀教育支持中心 (Hattie Mae White Educational Support Center，HMWESC)，休斯顿独立学区的总部

休士顿市分为许多独立学区（英語：Independent School District），最大的一个是休斯顿独立学区（Houston ISD），服务于大半个市区。↵休士顿西部属于泉水支流学区（Spring Branch ISD），和阿列夫独立学区。东北部属於阿尔定毒理学区（Aldine ISD）和北林独立学区（[North Forest ISD] 错误：{{Lang}}：無法辨識語言標籤 北林独立学区（帮助））。
巴沙地那独立学区、清溪独立学区、Crosby、Cypress-Fairbanks综合独立学区、福特本德独立学区、Galena Park、Huffman、Humble、凯蒂学区、新堪尼独立学区和稍盾学区。部分从休斯敦市区范围招收学生。
休士顿公共图书馆在全城有36个分馆，加上位于下城的中央图书馆。哈里斯县公共图书馆有26个分馆，大部分在休士顿市区范围以外。

### 私立学校
着名私立学校：休士顿和休斯敦地区天主教学校由加尔维斯顿-休斯敦大主教区管理。休士顿市界内著名的私立学校包括圣托马斯中学，士达科耶稣会学院预科学校，圣亚格纳斯中学，圣约翰学校，雅迪国际学校，俄美里/维纳尔学校，和建凯德学校。靠近Bellaire是贝来尔主教中学。

## 职业运动

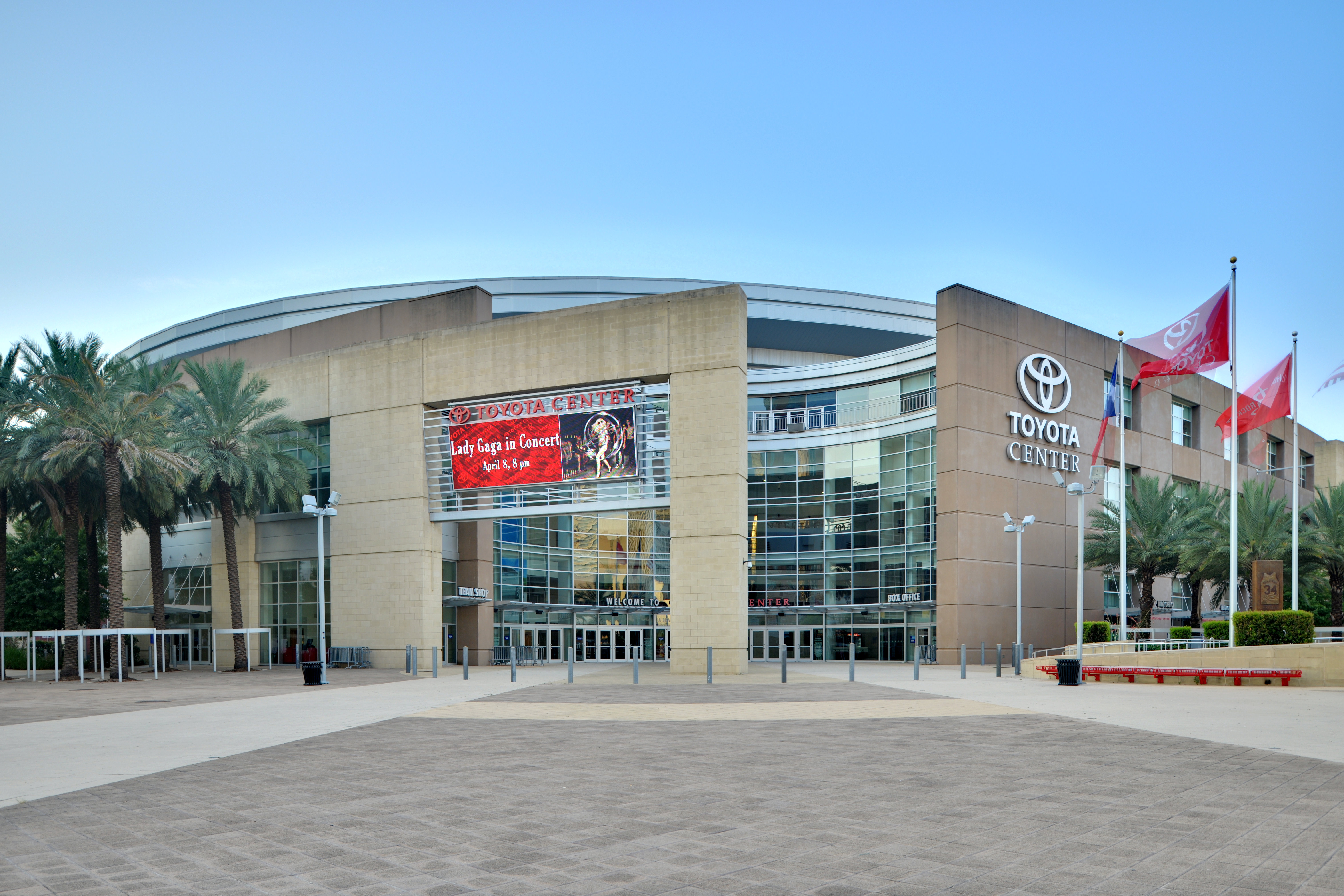
丰田中心

四大职业运动均有球队以休士顿为主场地：休士顿太空人（MLB）（2次世界大赛冠军）、德州人队（NFL）、休斯敦火箭队（NBA）（2次NBA总冠军）、彗星队（WNBA）（4次WNBA总冠军）、休斯敦迪纳摩（MLS）、美粒果球场（Minute Maid Park，太空人队主场）和丰田中心（火箭队、彗星队和航空队主场）位于下城，均属现代化的体育馆。篮球队伍休士顿火箭队属于美国国家篮球协会。1967年加入NBA，曾于1993/94及1994/95连续两年度夺得NBA赛季总冠军。莱斯大学的莱斯体育场，是NFL第八届超级杯场地，第三十八届超级杯和第五十一屆超级杯则在NRG体育场举行。本市大型运动场馆另有Hofheinz Pavilion、NRG体育场和TDECU体育场。
休士顿在1998年至2001年曾经是Champ Car大塞车的主场地；2006年开始，Champ Car 冠军大赛车回到本市每年举办，路线为Reliant公园周围街道。2001年4月1日，Wrestlemania X-Seven首映会在本市Reliant太空巨蛋举行。
本市于2000至2005年十二月底定期举办大学美式足球休士顿杯赛事，但由于赞助商未续约，休士顿杯已停办。本市2005年亦承办12大联盟大学美足冠军赛。

## 图集
- 休斯敦CBD夜景
- 从城际高速路上拍摄的休士顿市景
- 俯拍中心城区
- 休士顿日本公园是最受欢迎的观光地之一
- 休士顿大学明湖校区

## 姐妹城市
休士顿有17个姐妹城市，括号里的年份是建交日期。
| - 阿联酋（2001年） - 巴库（1976年） - 日本千叶（1973年） - 苏格兰阿伯丁（1979年） - 瓜亚基尔（1987年） - 西班牙韦尔瓦（1969年） - 土耳其伊斯坦布尔（1986年） - 德国莱比锡（1993年） - 安哥拉罗安达（2003年） - 法國尼斯（1973年） |  | - 珀斯（1983年） - 挪威斯塔万格（1980年） - 中華民國台北（1963年） - 墨西哥坦皮科（2003年） - 俄羅斯秋明（1995年） - 中华人民共和国大连市 - 中华人民共和国南京 - 中华人民共和国深圳（1986年） - 中华人民共和国上海（2015年） |

## 脚注
1. ↑  . United States Census Bureau.   [2015-07-16]. （原始内容存档于2015-01-18）.
2. ↑  . QuickFacts. U.S. Census Bureau.   [2018-05-26]. （原始内容存档于2018-02-05）.
3. ↑  . Texas News Express. 2020-10-06  [2020-11-02]. （原始内容存档于2021-11-29）.
4. ↑  . data.census.gov.   [2019-05-08]. （原始内容存档于2021-12-21）.
5. ↑  . www.houstontx.gov.   [2019-02-21]. （原始内容存档于2019-02-21）.
6. ↑  線上版《Handbook of Texas》中的 Kleiner, D.J: Allen's Landing (2005-02-03).  Retrieved 2007-06-10.
7. 1 2  McComb, David G. . Handbook of Texas Online. 2008-01-19  [2008-06-01]. （原始内容存档于2011-04-12）.
8. ↑  Gray, Lisa. . Houston Chronicle. 2016-05-19  [2018-07-03]. （原始内容存档于2018-07-04）.
9. ↑  Fortune 500 2010: Cities 的存檔，存档日期2011-08-24. Accessed May 25, 2011
10. ↑   (PDF). A.T. Kearney.   [2015-07-25]. （原始内容存档 (PDF)于2011-09-28）.
11. ↑   (PDF).   [2012-11-02]. （原始内容存档 (PDF)于2013-01-17）.
12. ↑  . Huffington Post. 2012-03-05  [2018-04-12]. （原始内容存档于2018-07-09）.
13. ↑  " (PDF). （原始内容 (PDF)存档于2010-07-11）. (31.8 KB)", Greater Houston Partnership. Retrieved on March 21, 2009.
14. ↑  McComb, David G.  2nd. Austin: University of Texas Press. 1981: 11.
15. ↑  Williams, Amelia W. . Handbook of Texas Online. Texas State Historical Association. 2016-08-24  [2018-04-12]. （原始内容存档于2018-04-12）.
16. ↑  Looscan, Adele B. . Southwestern Historical Quarterly. 1914, 19: 37–64  [2016-03-18]. （原始内容存档于2016-03-27）.
17. ↑  . Texas Monthly. 2016-12-21  [2020-07-29]. （原始内容存档于2022-03-18） （英语）.
18. ↑  Cotham, Edward T. . Austin: University of Texas Press. 2004. ISBN 978-0-292-70594-4.
19. ↑  . Resurgence Behavioral Health. 2021-12-13  [2022-01-16]. （原始内容存档于2022-01-16）.
20. ↑  Streetman, Ashley. . Houston Institute for Culture.   [2007-02-06]. （原始内容存档于2006-12-08）.
21. ↑  "How Air Conditioning Changed America" 的存檔，存档日期December 13, 2006，., The Old House Web, Retrieved on April 4, 2007
22. ↑  "A Short History" 的存檔，存档日期February 16, 2007，., Houston Geological Auxiliary, Retrieved on April 4, 2007
23. ↑  . TheHistoryMakers.com.   [2007-01-22]. （原始内容存档于2016-11-10）.
24. ↑  Frontain, Michael. . Handbook of Texas Online. Texas State Historical Association. 2017-02-09  [2018-04-28]. （原始内容存档于2018-10-09）.
25. ↑  Davis, Aaron; Gillum, Jack; Tran, Andrew. . Washington Post.   [2018-09-10]. （原始内容存档于2018-03-27） （英语）. Growth that is virtually unchecked, including in flood-prone areas, has diminished the land's already-limited natural ability to absorb water, according to environmentalists and experts in land use and natural disasters. ... Since 2010, at least 7,000 residential buildings have been constructed in Harris County on properties that sit mostly on land the federal government has designated as a 100-year flood plain, according to a Washington Post review of areas at the greatest risk of flooding.
26. 1 2 3 4 5 6 7 8 9  . National Oceanic and Atmospheric Administration.   [2022-01-02]. （原始内容存档于2022-04-01）.
27. 1 2 3   (csv). National Oceanic and Atmospheric Administration.   [2021-05-05]. （原始内容存档于2022-01-28）.
28. ↑  . National Oceanic and Atmospheric Administration.   [2014-03-10].
29. ↑   (PDF). National Oceanic and Atmospheric Administration: 3.   [2022-06-11]. （原始内容存档 (PDF)于2022-06-11）.
30. ↑  .   [2014-06-30]. （原始内容存档于2006-05-19）.
31. ↑   (csv). National Oceanic and Atmospheric Administration.   [2021-05-05]. （原始内容存档于2022-01-28）.